# مجموعه گنجعلی خان

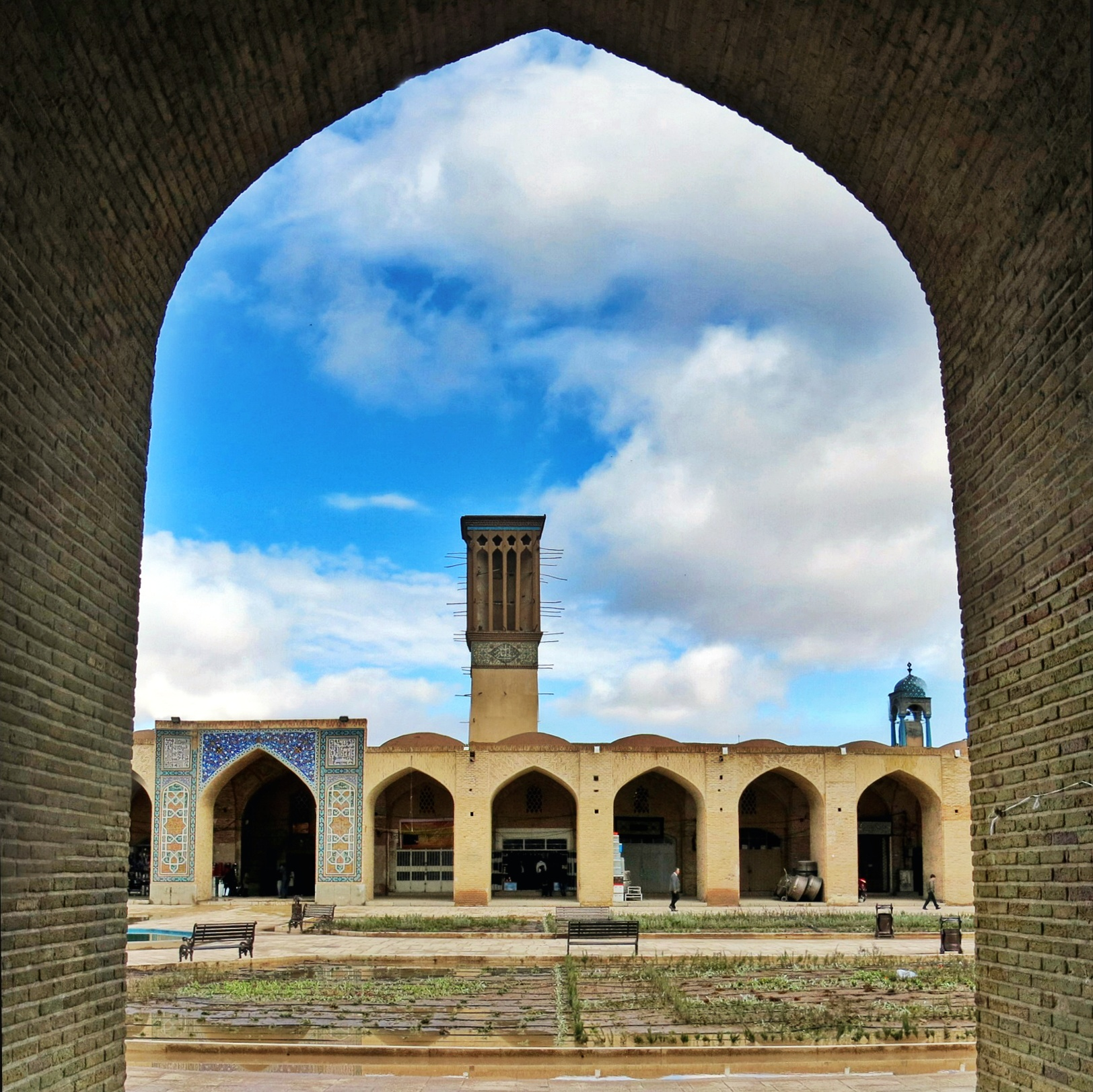
مجموعه تاریخی گنج‌علی خان کرمان

مجموعه  گنجعلی خان در مرکز تاریخی شهر کرمان و در کنار بازار بزرگ کرمان قرار دارد.
 گنجعلی خان که از حاکمان مشهور زمان شاه عباس است از سال ۱۰۰۵ تا ۱۰۳۴ هجری قمری بر کرمان فرمان‌روایی کرد و آثار و بناهای زیادی بنا نمود و در آبادی این منطقه کوشش کرد.بانی این مجموعه گنجعلی خان و معمار آن از معماران بزرگ عصر صفوی استاد سلطان محمد معمار یزدی می باشند 
از جمله بناهای عمومی که از این حاکم مشهور به جا مانده، مجموعه گنجعلی خان در داخل شهر کرمان و رباط زین الدین (کاروانسرای گنجعلی خان) در راه یزد- کرمان، حوض خان در راه کرمان - مشهد و تعدادی قنات در شهر کرمان بوده‌است. سهمی از درآمد مجموعه و قنات‌ها به آستان قدس رضوی داده می‌شود. این بناها در لشکرکشی‌های آقا محمدخان صدمات جبران ناپذیری دیده‌اند.
مساحت مجموعه گنجعلی خان ۱۱۰۰۰ مترمربع و عناصر مجموعه و سال ساخت آن‌ها عبارت‌اند از:
میدان ۱۰۰۵ ه‍. ق، بازار ۱۰۰۵ ه‍. ق، در ضلع جنوبی حمام ۱۰۲۰ ه‍. ق، در ضلع شمالی ضرابخانه، در ضلع شرقی مدرسه ۱۰۰۷ ه‍. ق و کاروانسرا ۱۰۲۱ ه‍. ق، در ضلع غربی آب انبار ۱۰۲۱ ه‍.ق
در سه سمت میدان، بازارهای گنجعلی خان قرار دارد که بازار مسگرها و بخشی از راسته اصلی را تشکیل می‌دهد.
معمار مجموعه استاد سلطان محمد معمار یزدی و بانی آن گنجعلی خان، حاکم کرمان در سال‌های ۱۰۰۵ تا ۱۰۲۹ ه‍.ق بوده‌است.
چهار مسجد در چهار سمت میدان قرار داشته که سه باب آن باقی‌مانده و زیباترین آن‌ها مسجد ضلع شرقی در کنار کاروانسرا است که موزه‌ای از هنرهای تزئینی به‌شمار می‌آید. سبک معماری این بنا به شیوه اصفهانی است.

## بناهای مجموعه

### میدان
از آثاری که از مجموعه گنجعلی خان بر جای مانده، میدانی در بخش مرکزی شهر کرمان است که در حاشیه بازار بزرگ واقع شده و همانند میدان‌های نقش جهان در اصفهان یا میرچخماق در یزد، در اطراف خود بعضی از عناصر شهری را گرد آورده‌است.
در ۳ ضلع میدان گنجعلی خان بازار واقع شده و در ضلع دیگرش سرای گنجعلی خان قرار دارد.
وجود حمام، آب انبار، ضرابخانه و همجواری با بازارها و چهار سوق، این مجموعه به هم تنیده را کامل کرده‌است. طاق نماهای آجری، کاشیکاری، فضای سبز، حوض آب و دیگر آثار دیدنی، بر زیبایی این میدان افزوده‌اند.
بازار سنتی و تاریخی کرمان شامل بازارهای متعددی از دوره های مختلف است: 
در این مقاله از دوره صفویه تا دوره قاجاریه برای شما شرح میدهیم:  

### بازار
بازار بین چهارسوق و بازار اختیاری است؛ و در بخش جنوبی میدان گنجعلیخان قرار گرفته و در سمت راست این بازار حمام تاریخی و زیبای گنجعلی خان و هجده مغازه قرار دارند و در سمت چپ آن طاق نماهایی طراحی شده‌اند که منظره زیبایی را نشان می‌دهند در زیر این طاق نماها دستفروشان به کار مشغول هستند و جمعاً ۱۶ طاق‌نما این بازار را به میدان مربوط می‌سازند. طول این بازار نزدیک به ۹۳ متر و عرض آن ۷۵/۵ متر است و ۷۵/۵۳۴ متر مربع مساحت دارد. (در انتهای بازار گنجعلیخان بازار زرگری قرار دارد که به قیصریه معروف است)
بعد از بازارهای اصلی به ترتیب بازار اختیاری، بازار وکیل، بازار مظفری بازار عزیز، بازار آهنگران، بازار کلاه مال ها قرار دارد. و تا خیابان شریعتی امروزی و بازار حاج اقا علی امتداد دارد. 
که در اثر توسعه شهری برخی از بازارها به خیابان تبدیل شده است.

### بازار مسگری
بازار مسگری کرمان قسمتی از مجموعه گنجعلی خان است که از عهد صفویه در کرمان به یادگار مانده‌است. این بازار شامل دو قسمت شرقی-غربی و شمال-جنوبی است. قسمت شرقی-غربی آن از ورودی مجموعه گنجعلی خان تا ابتدای بازار کلاه مالی ادامه دارد و موزه ضرابخانه نیز داخل آن قرار دارد. قسنت شمال-جنوبی آن نیز از ورودی شمالی مجموعه گنجعلی خان شروع می‌شود و تا چهارسوق گنجعلی خان ادامه دارد. آب انبار گنجعلی خان نیز در همین قسمت واقع شده‌است.

### مسجد
این بنا در ضلع شمال شرقی میدان گنجعلی خان کرمان واقع گردیده و بخشی از مجموعه گنجعلی خان است که حدود سال ۱۰۰۷ه‍.ق توسط گنجعلی خان - حاکم منصوب شاه عباس صفوی- ساخته شده و به نظر می‌رسد که نمازخانه کاروانسرای بزرگ مجموعه یا مدرسه مجاور بوده‌است. بنای مسجد، کوچک و مشتمل بر شبستانی به ابعاد ۵×۲۵/۵ متر و ایوان ورودی است. نمای ایوان، ساده است و بر روی پوشش آن، طرح‌هایی هندسی بر روی گچ کشیده‌اند. کف ایوان سنگی است و بر بالای در چوبی آن، کتیبه‌ای سنگی با این عبارات نصب شده‌است: " شکر که از دولت شاه عباس شاه آنکه جهان گشت ز عدلش بهشت گنج علی خان شده در سبع والف بانی این مسجد طاعت سرشت ".
بعد از ورودی ایوان، راهروی باریک و تاریک با پوشش کوتاه و بعد از آن، فضای گنبددار شبستان قرار گرفته‌است. در این شبستان، به کمک دو ستون، بالکن یا رواقی در یک ضلع برپا داشته‌اند که از طریق پلکانی می‌توان بدان راه یافت. پوشش گنبدی بنا دارای ۱۲ نورگیر است. در ضلع قبله مسجد، محرابی تعبیه و در میانه آن، لوح مرمرین بزرگی با نقش گلدان نصب کرده‌اند. تزیینات شبستان مشتمل بر نقاشی، گچبری، مقرنس کاری و کاربندی است. این مسجد در دوره اخیر تعمیر و مرمت شده و امروزه تنها جهت بازدید علاقه‌مندان مورد استفاده است و در آن نماز برگزار نمی‌شود.

### حمام

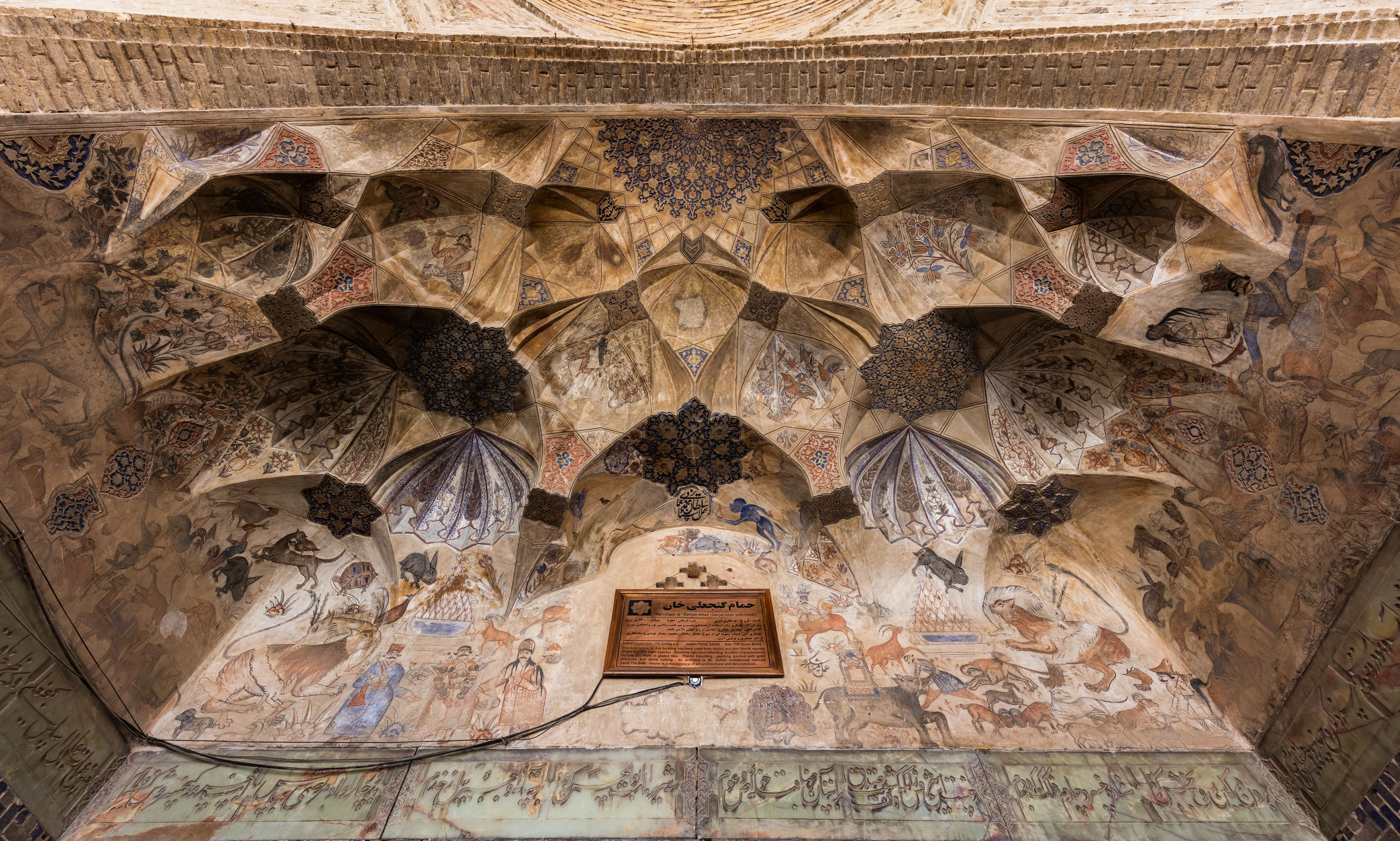

بر سردر حمام گنجعلی خان، که بخشی از نقاشیهای عهد صفوی آن به تازگی مرمت شده، کتیبه شعری به خط نستعلیق بر سنگ مرمر حک شده که مصرع آخر آن سال ساخت بنا را با تبدیل به حروف ابجد نشان می‌دهد:
«کسی نداده نشان در جهان چنین حمام» (سال ۱۰۲۰ ه‍.ق).

### مدرسه
مدرسه و کاروانسرای گنجعلی خان یکی از حوزه‌های علمیه مشهور کرمان است. این بنا در ضلع شرقی میدان گنجعلی خان واقع شده و روزگاری مدرسه‌ای پر رونق بوده که بعدها به کاروانسرا تبدیل گردیده‌است. بر کاشی‌های کتیبه سر در آن تاریخ ۱۰۰۷ ه‍.ق مطابق با ۱۵۹۸ میلادی نقش بسته و معمار آن محمد سلطانی یزدی بوده‌است. بر اساس منابع موجود آقا محمدخان قاجار این مدرسه را تخریب کرده‌است.

### ضرابخانه
ضرابخانه از بناهای مجموعه گنجعلی خان و در ضلع شمالی میدان است. این بنا بین سال‌های ۱۰۰۷ الی ۱۰۳۵ به دستور گنجعلی خان حاکم کرمان ساخته شده‌است. تزئینات داخلی بنا گچ بری به شکل آجر کاذب است. بند آجرها به رنگ اخرایی است. بنا گنبدی بلند دارد و در رأس آن کلاه فرنگی قرار گرفته که بخشی از نور داخل را تأمین می‌کند.
پلان بنا مربعی است و ۴ ایوان و ۴ غرفه در اطراف دارد. قوسها تیزه دار و طاق‌نما ضربی است. در کف بنا و در زیر نورگیر حوض مربع شکلی قرار دارد که انعکاس نور در آن بر زیبایی بنا می‌افزاید. سردر بنا کاملاً ساده و تزئین آن آجرکاری گچی است. در زمان تعمیر بنا تعدادی سکه مسی و قطعات فلزی متعلق به ضرب سکه بدست آمده که تأییدی بر کاربرد بنا برای ضرابخانه‌است. این بنا از سال ۱۳۷۰ هم‌زمان با بزرگداشت خواجوی کرمانی به عنوان موزه سکه افتتاح شد.
سکه‌های ادوار مختلف تاریخ از جمله اشکانیان، ساسانیان، عرب ساسانی، اموی، عباسی، گورکانی، تیموری، آل مظفر، آل مکرم، آق قویونلو، قراقویونلو، ایلخانی، صفوی، افشار، افغان‌ها، زندیه، قاجار، پهلوی و همچنین اسکناسهایی از قاجار و پهلوی در آن وجود دارد.

### آب انبار
گنجعلی خان این آب‌انبار را به اسم پسر خود علیمردان خان نامیده‌است.

## ویژگی‌های بناهای مجموعه

### معماری
- کاروانسرا، از نوع چهار ایوانی
- ضرابخانه، چهارطاقی
- حمام، به شیوه حمامهای سنتی ایران
- آب انبار، دهلیزی پله دار با مخزن پلان مربع مستطیل
- بازار، سبک معماری بسیار جالبی را از عصر صفوی به یادگار گذاشته

### کاربری
- ضرابخانه (در حال حاضر موزه سکه)
- حمام (موزه مردم‌شناسی)
- بازار (بازار بزرگ کرمان)
- کاروانسرا (کارگاه و فروشگاه صنایع دستی)
- در نظر است از آب انبار به عنوان موزه مس استفاده شود.

## نگارخانه

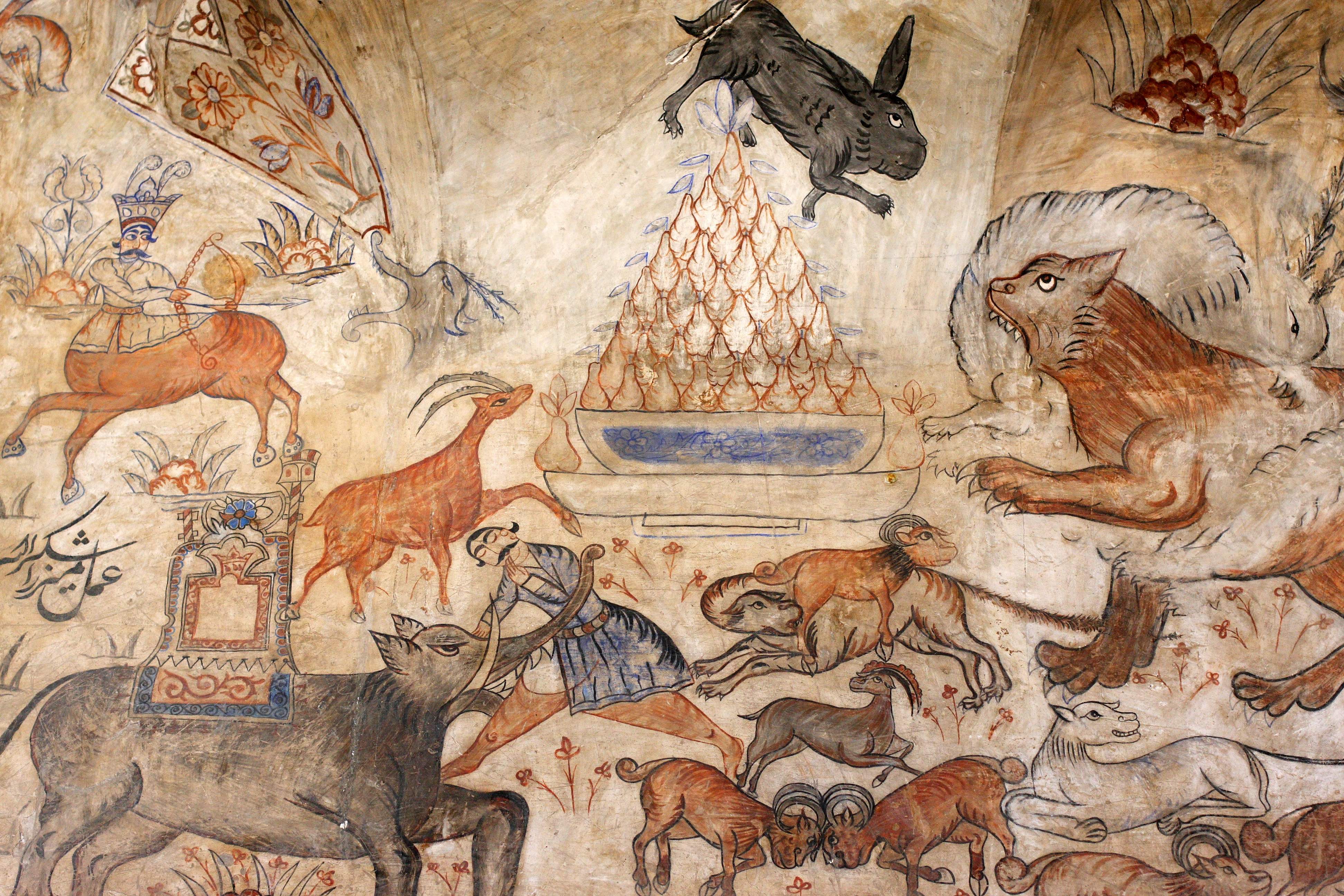
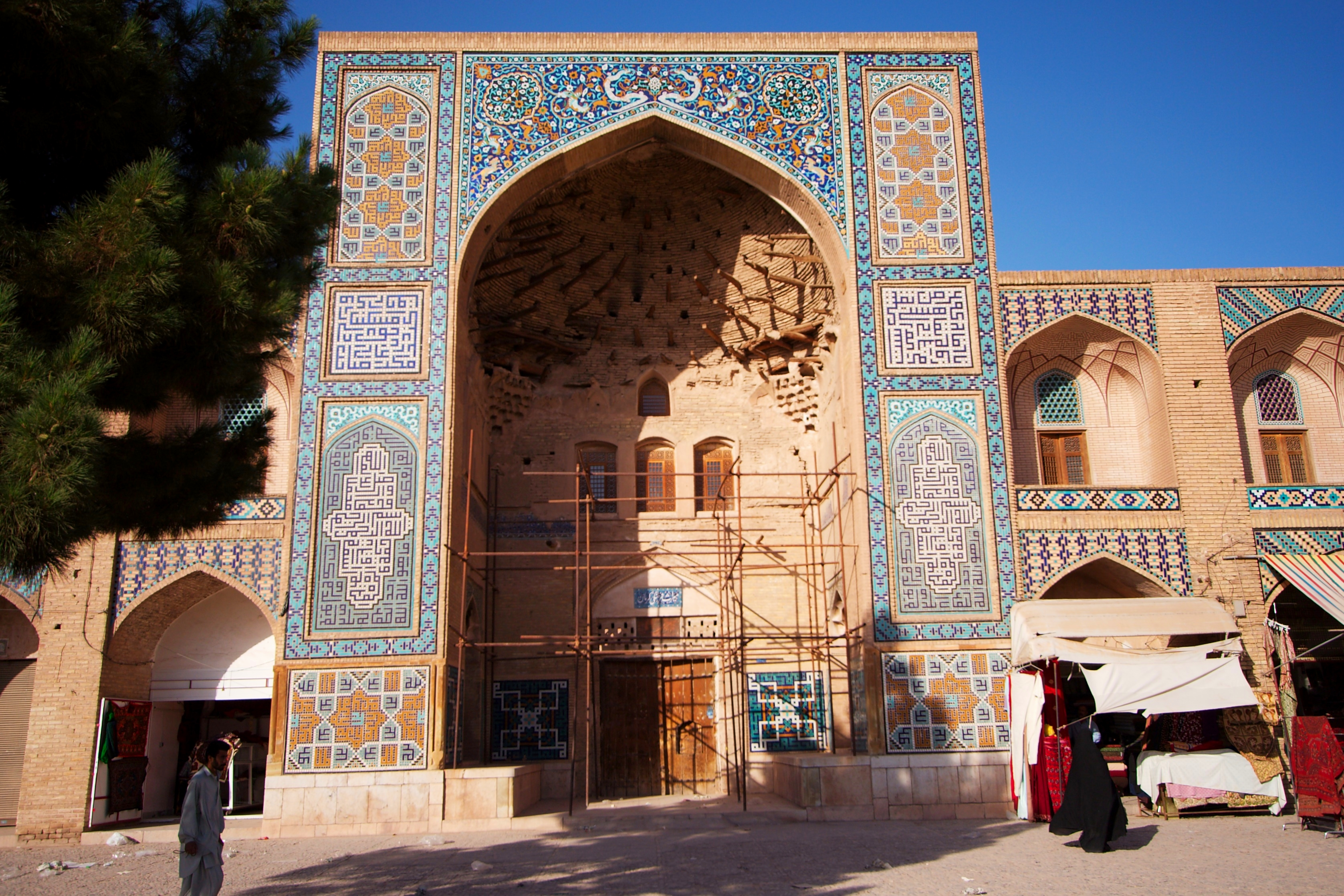
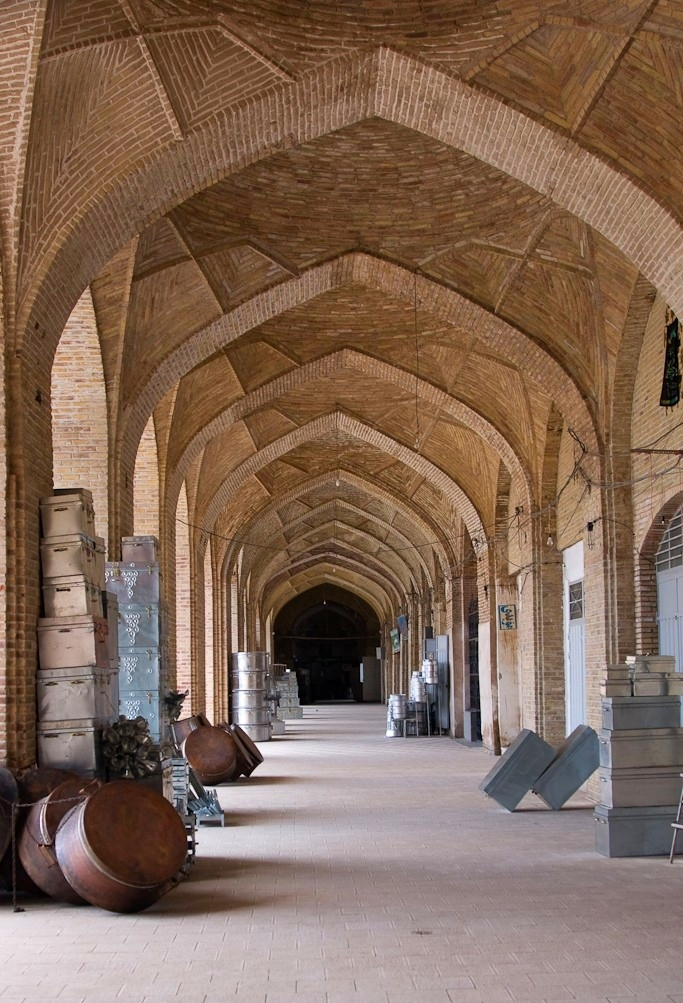
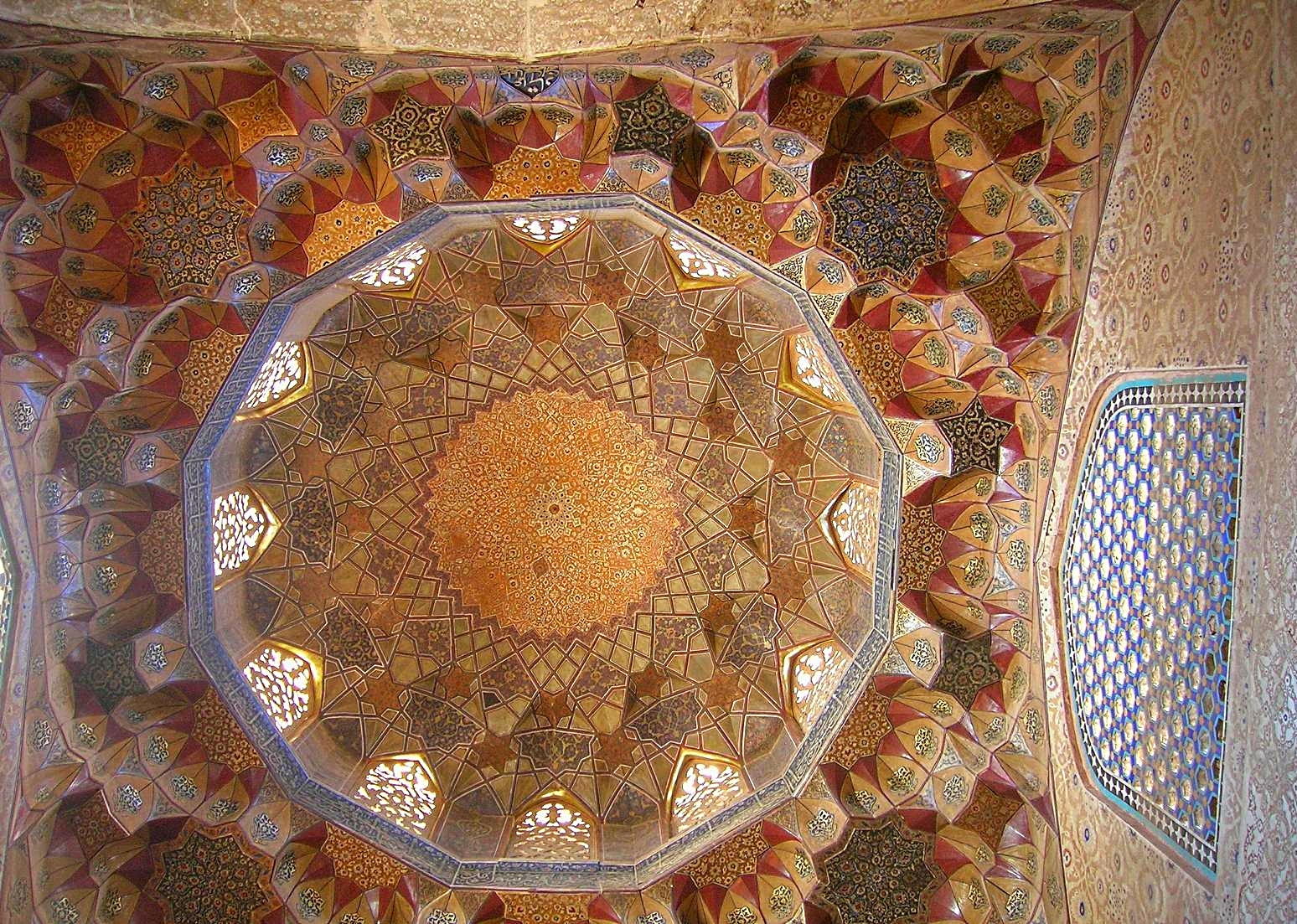
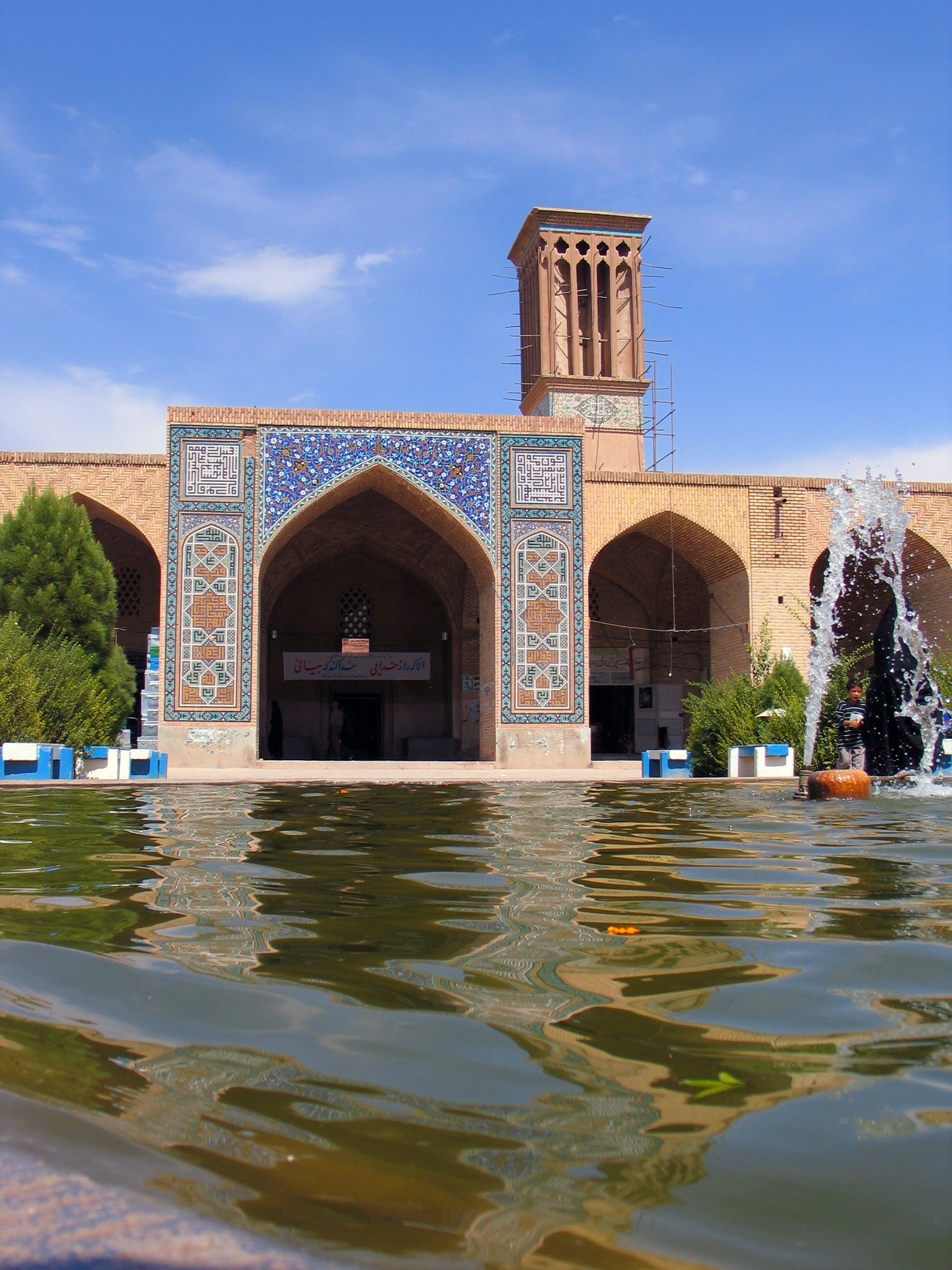
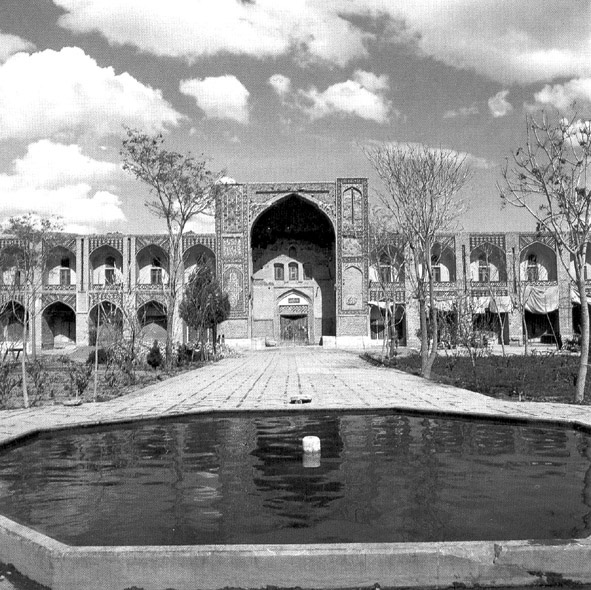
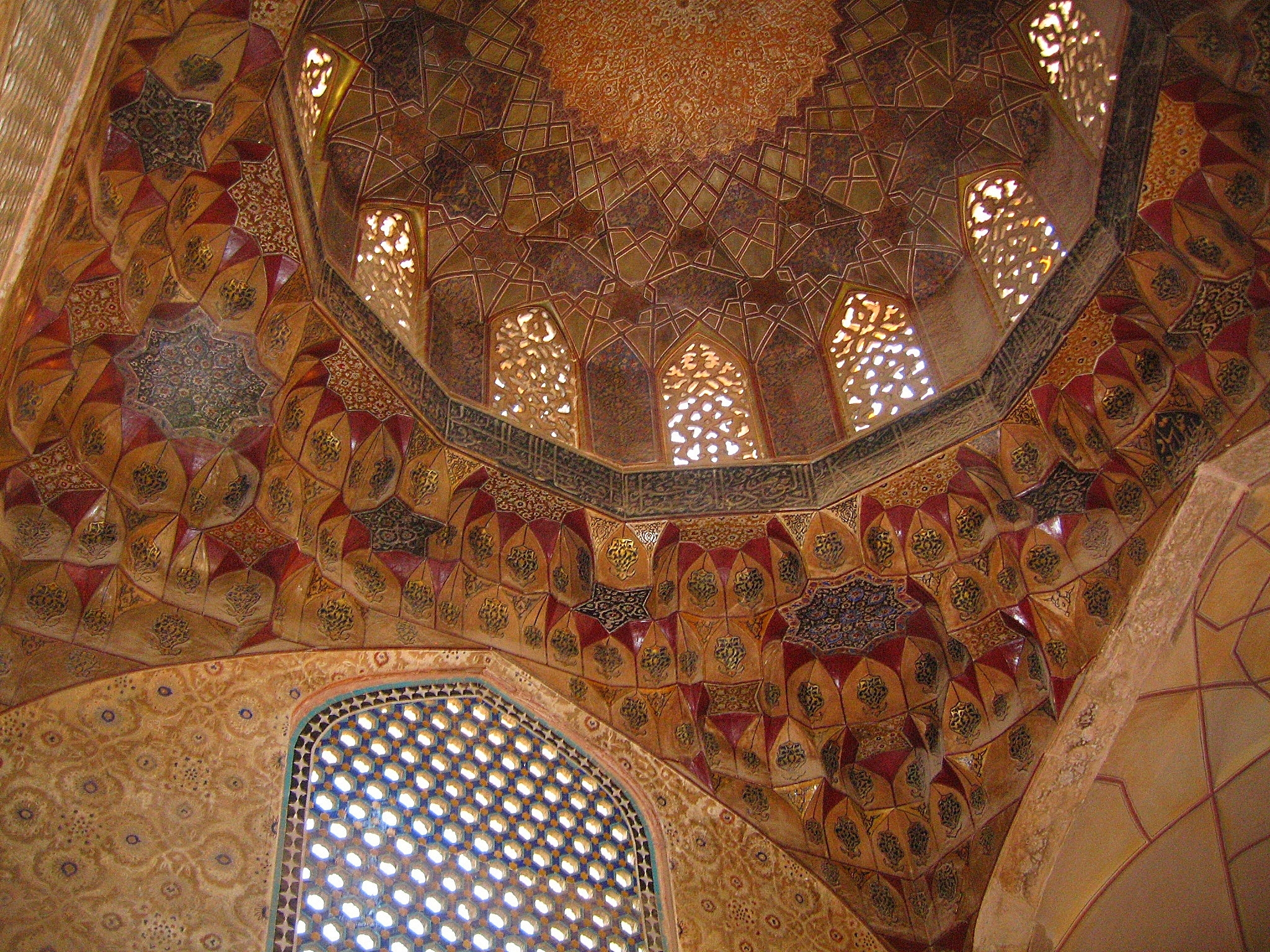
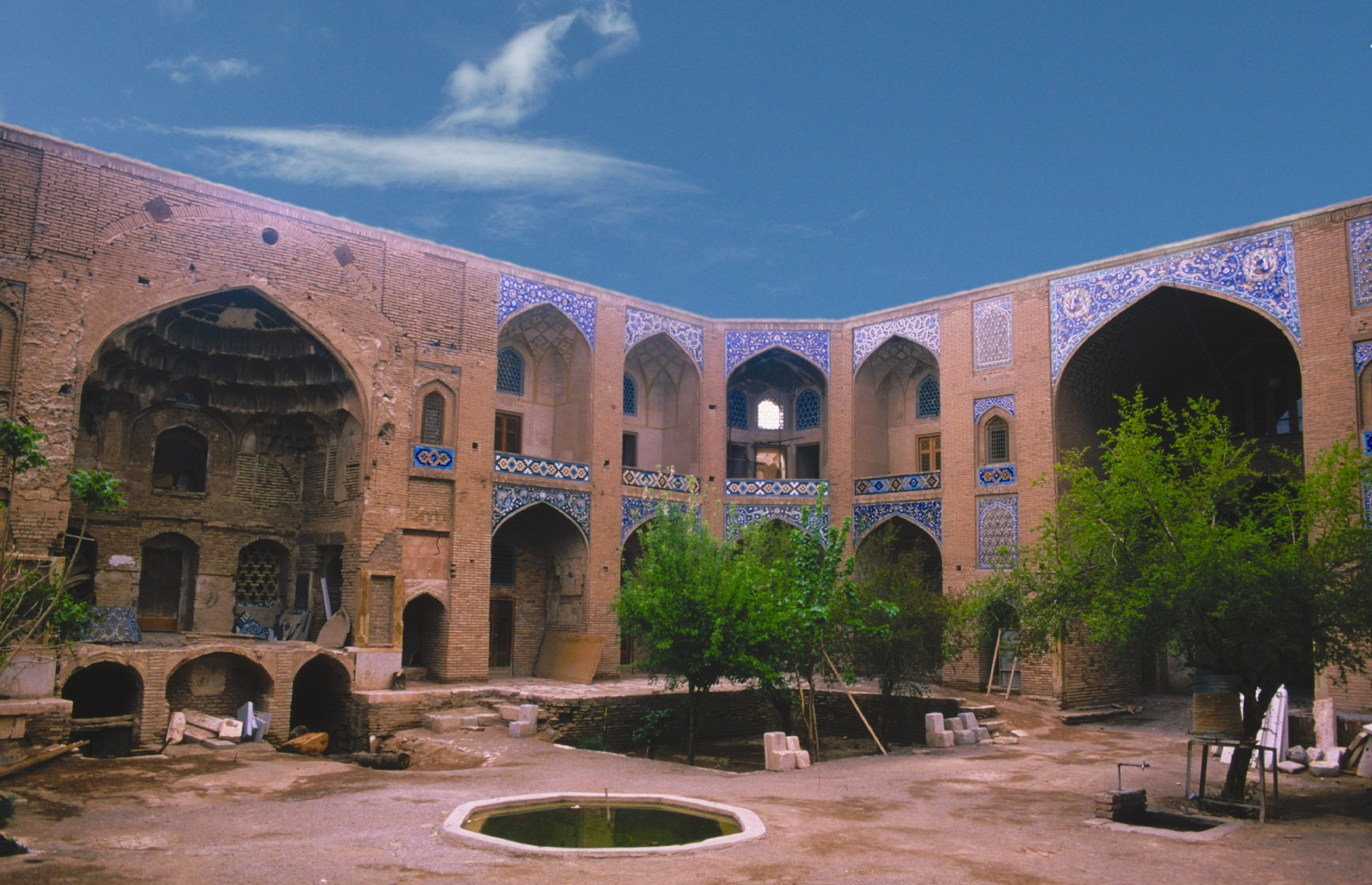
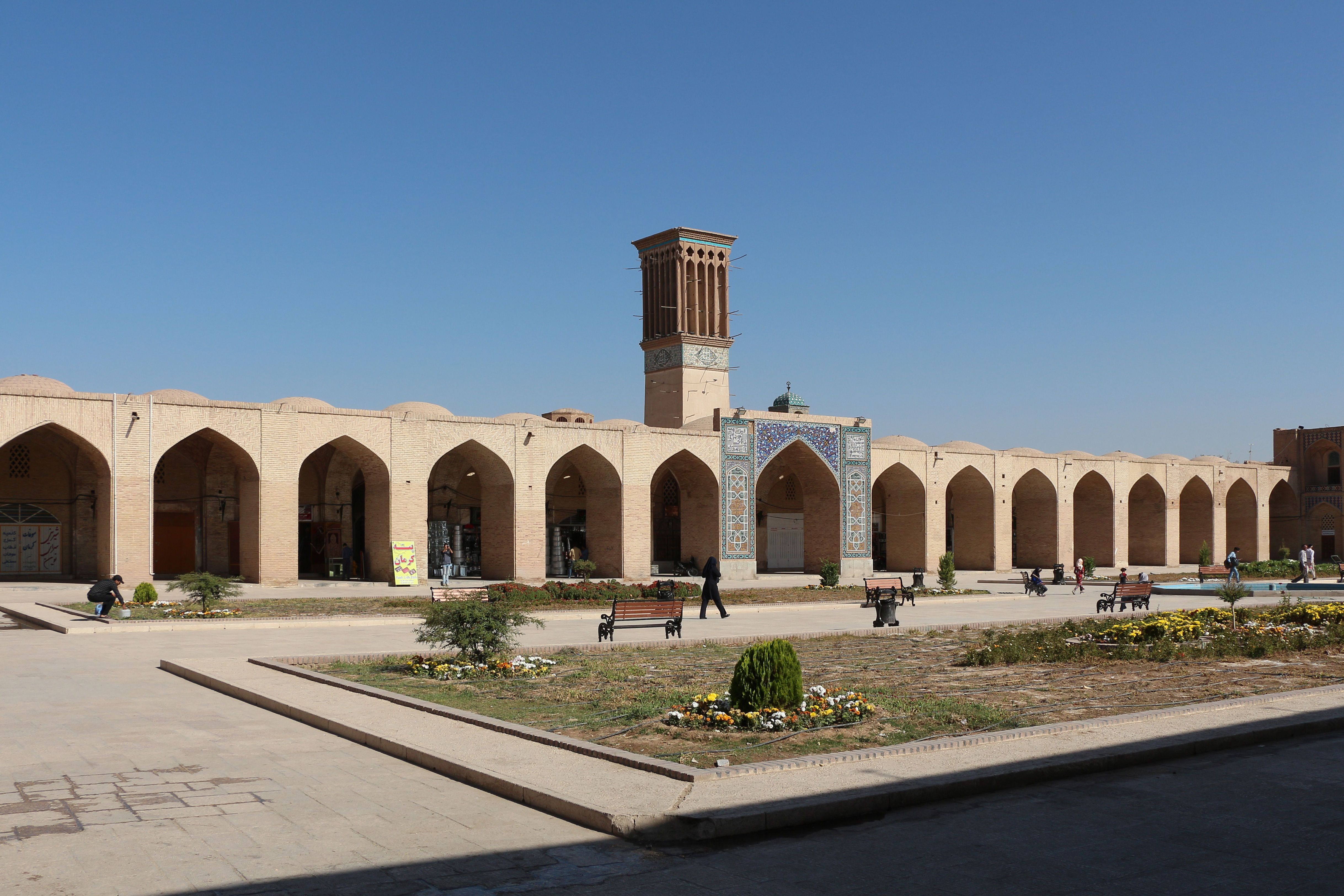
مجموعه گنج‌علی خان
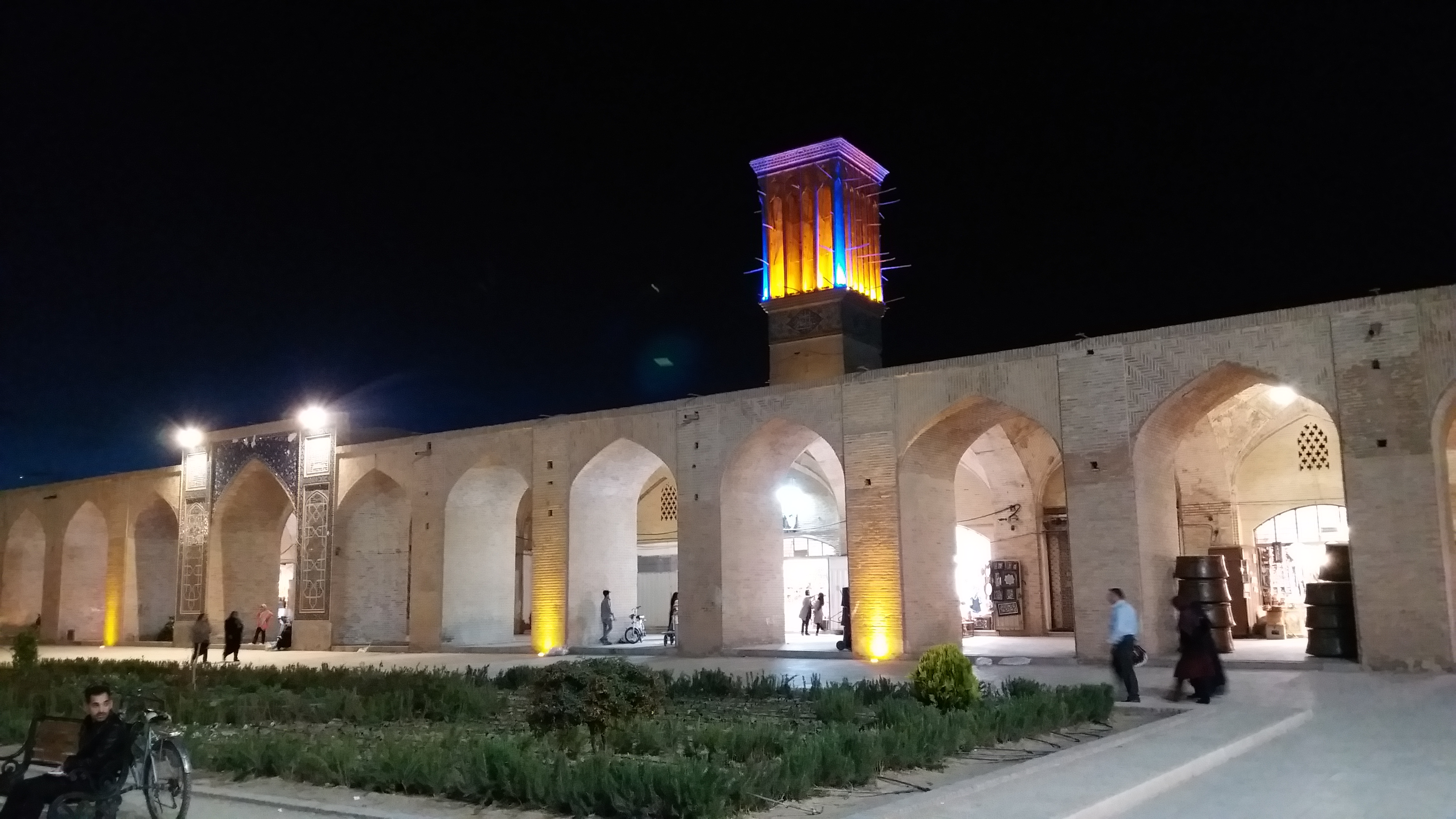
مجموعه گنج‌علی خان
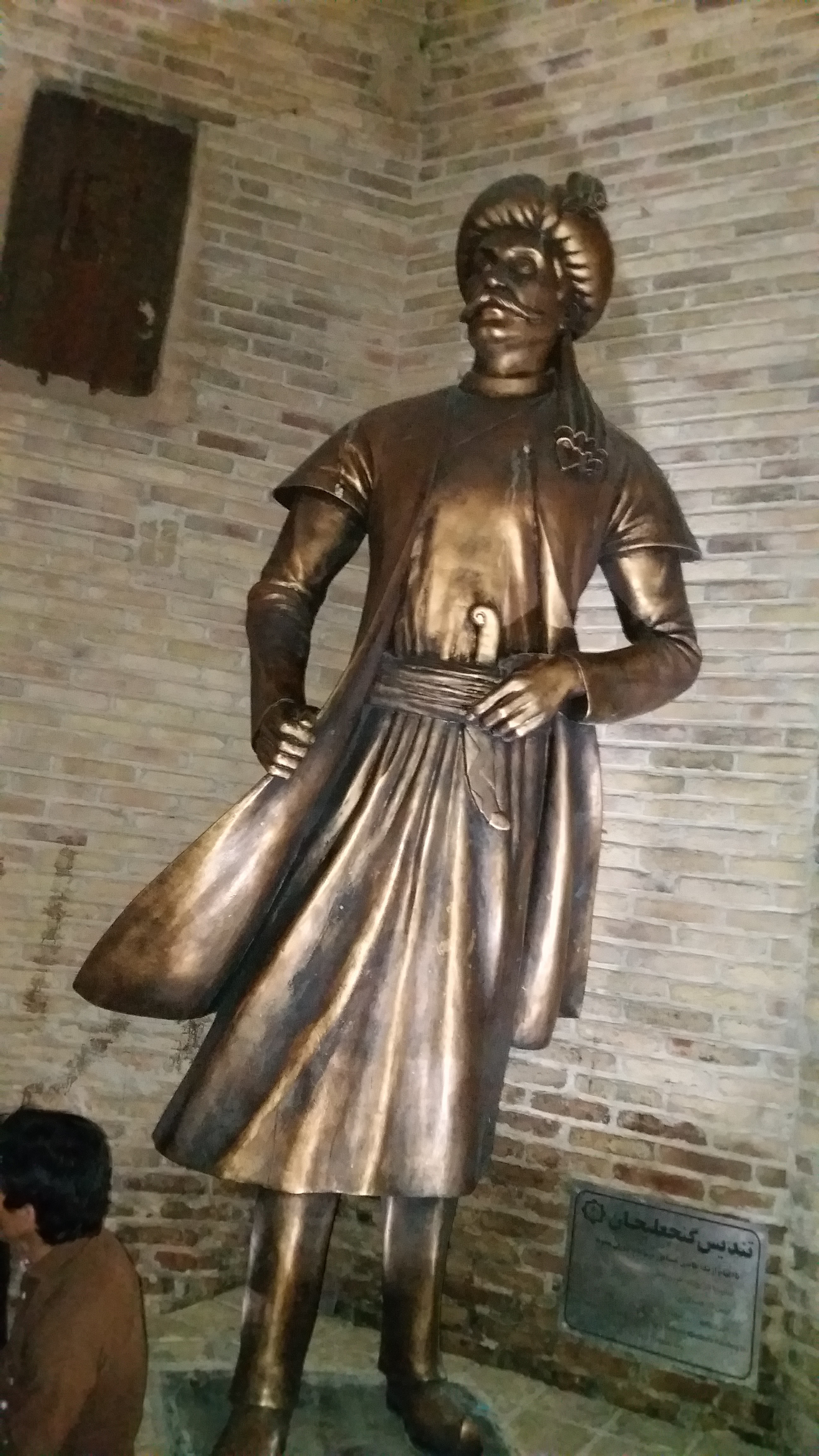
مجسمه گنج‌علی خان
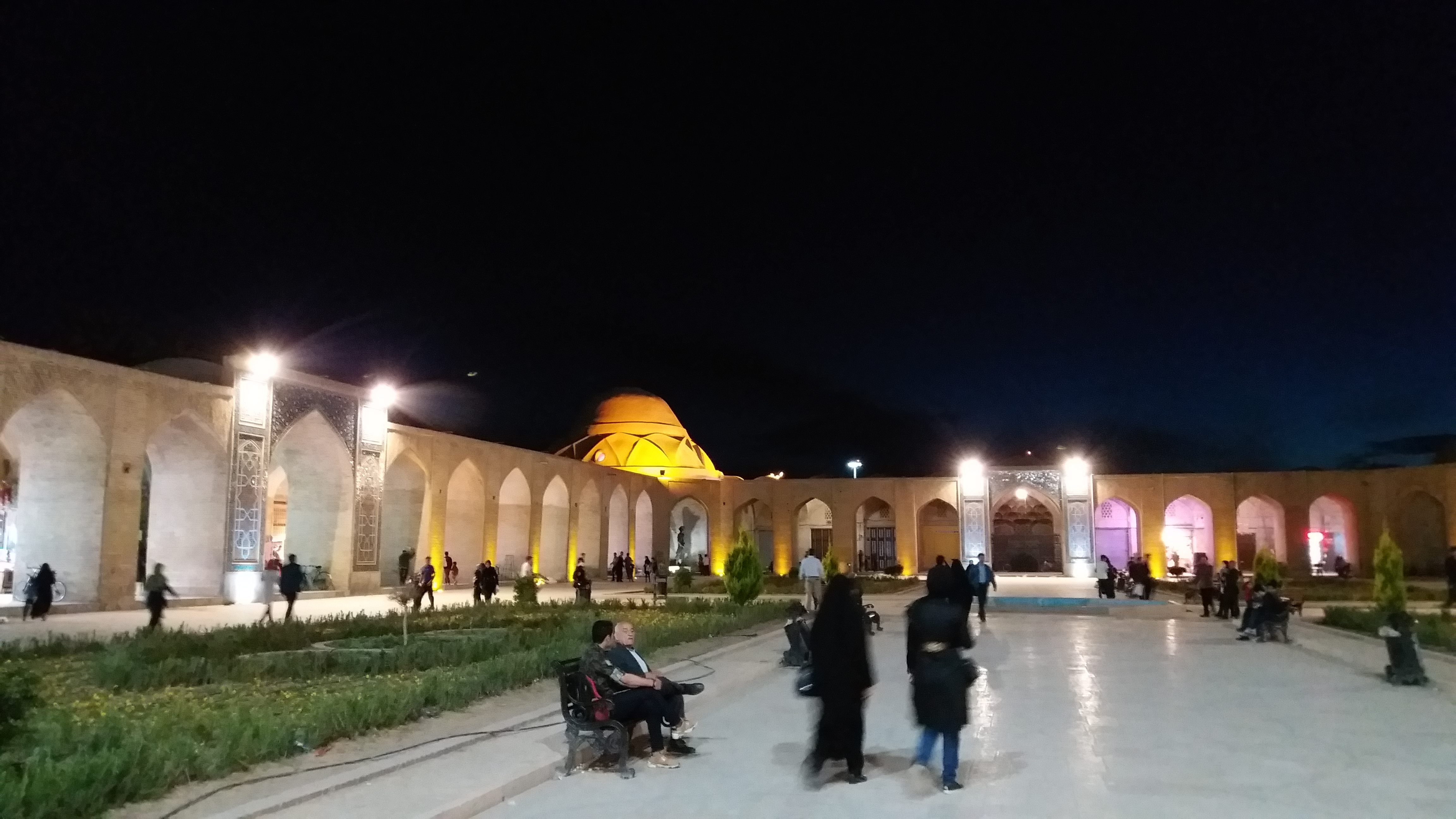
مجموعه گنج‌علی خان
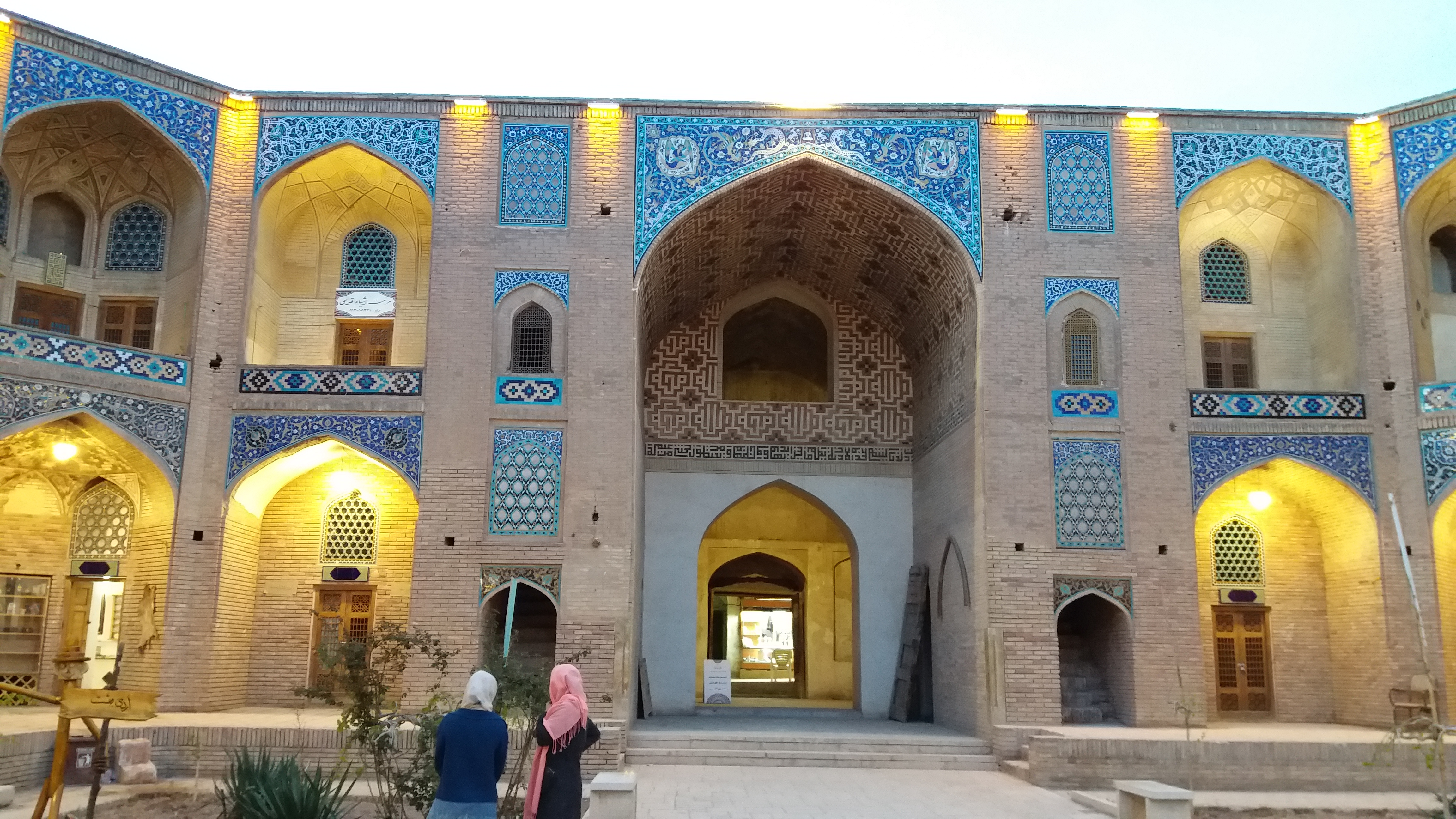
مجموعه گنج‌علی خان
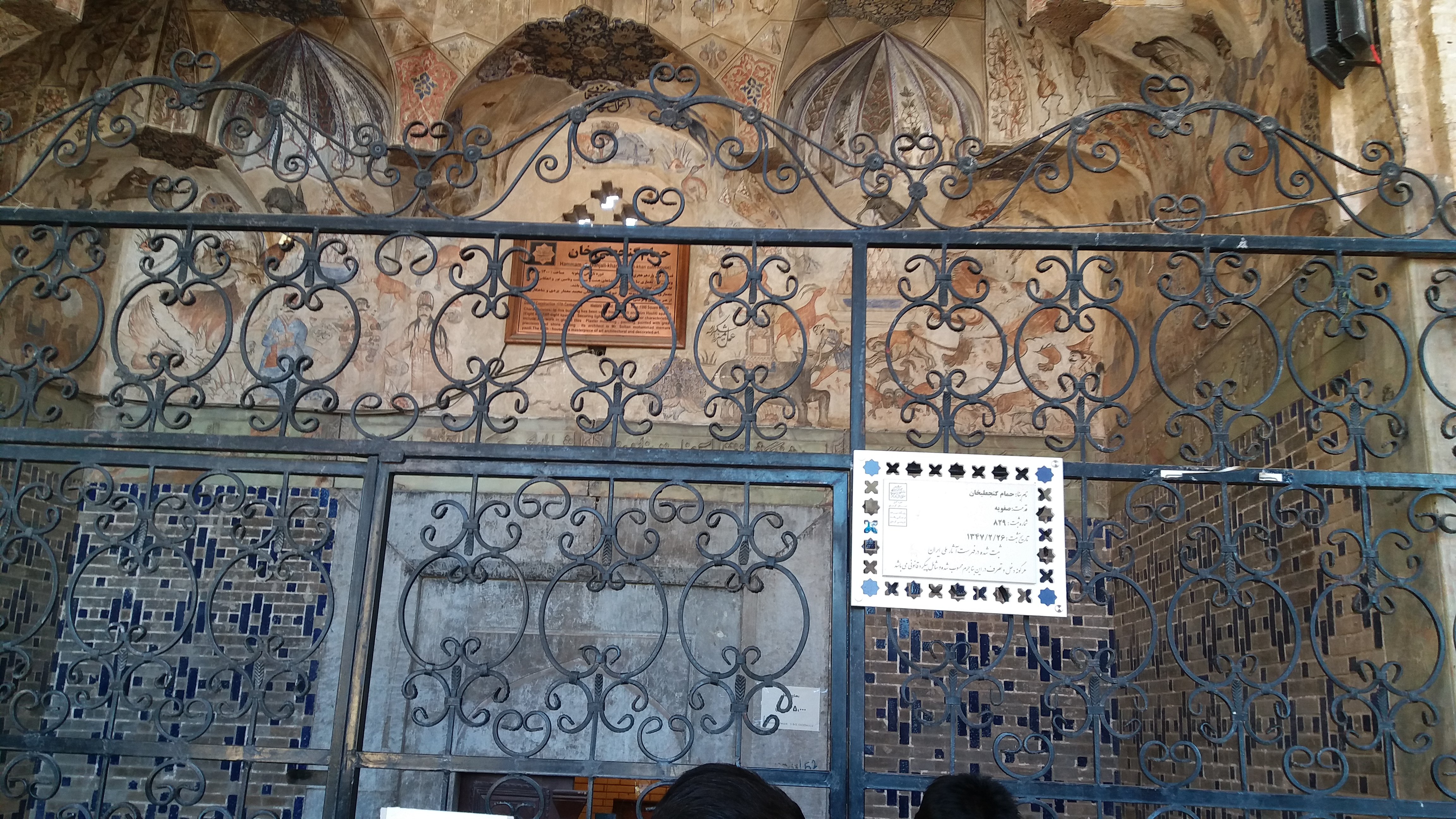
مجموعه گنج‌علی خان
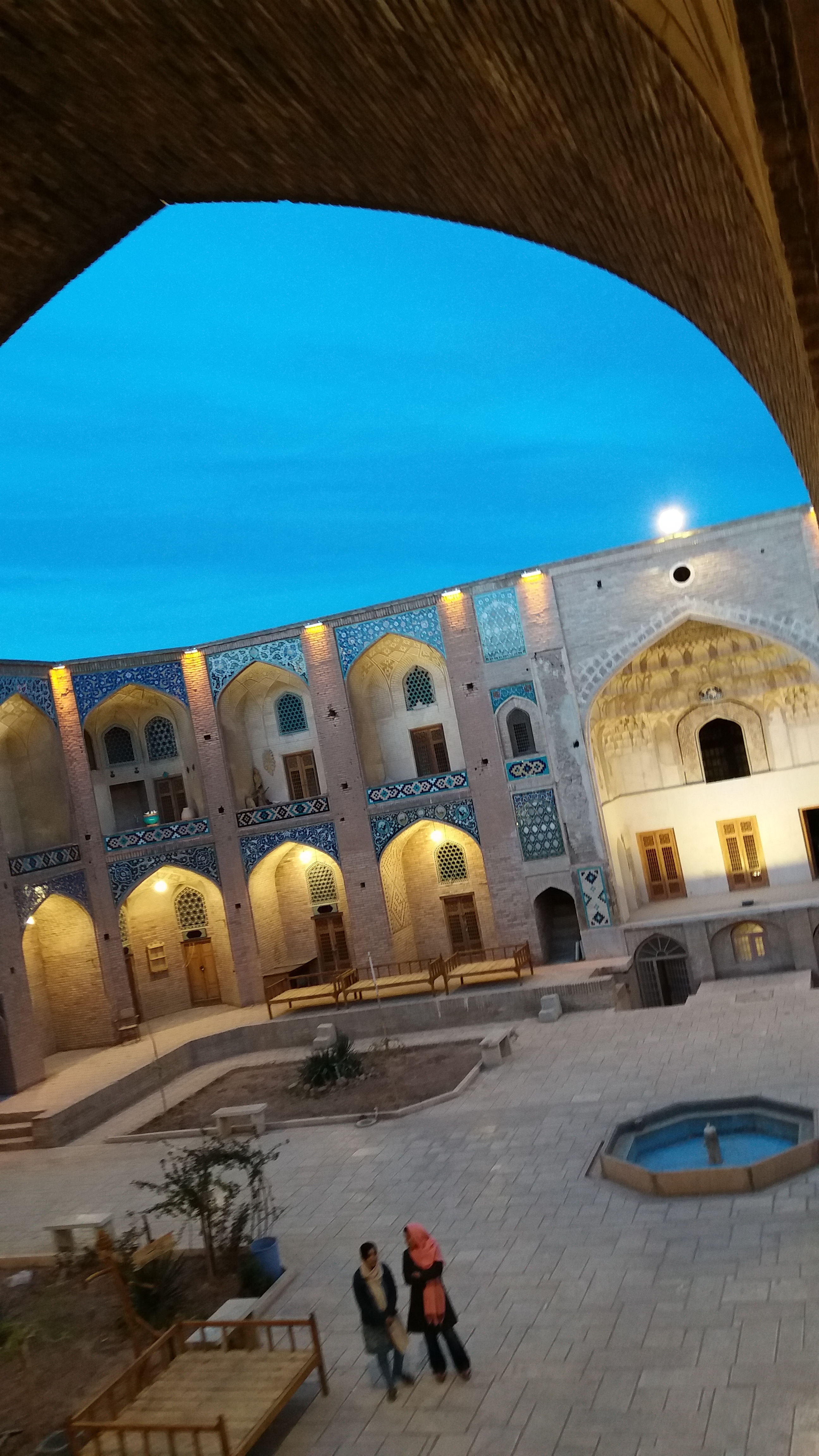
مجموعه گنج‌علی خان
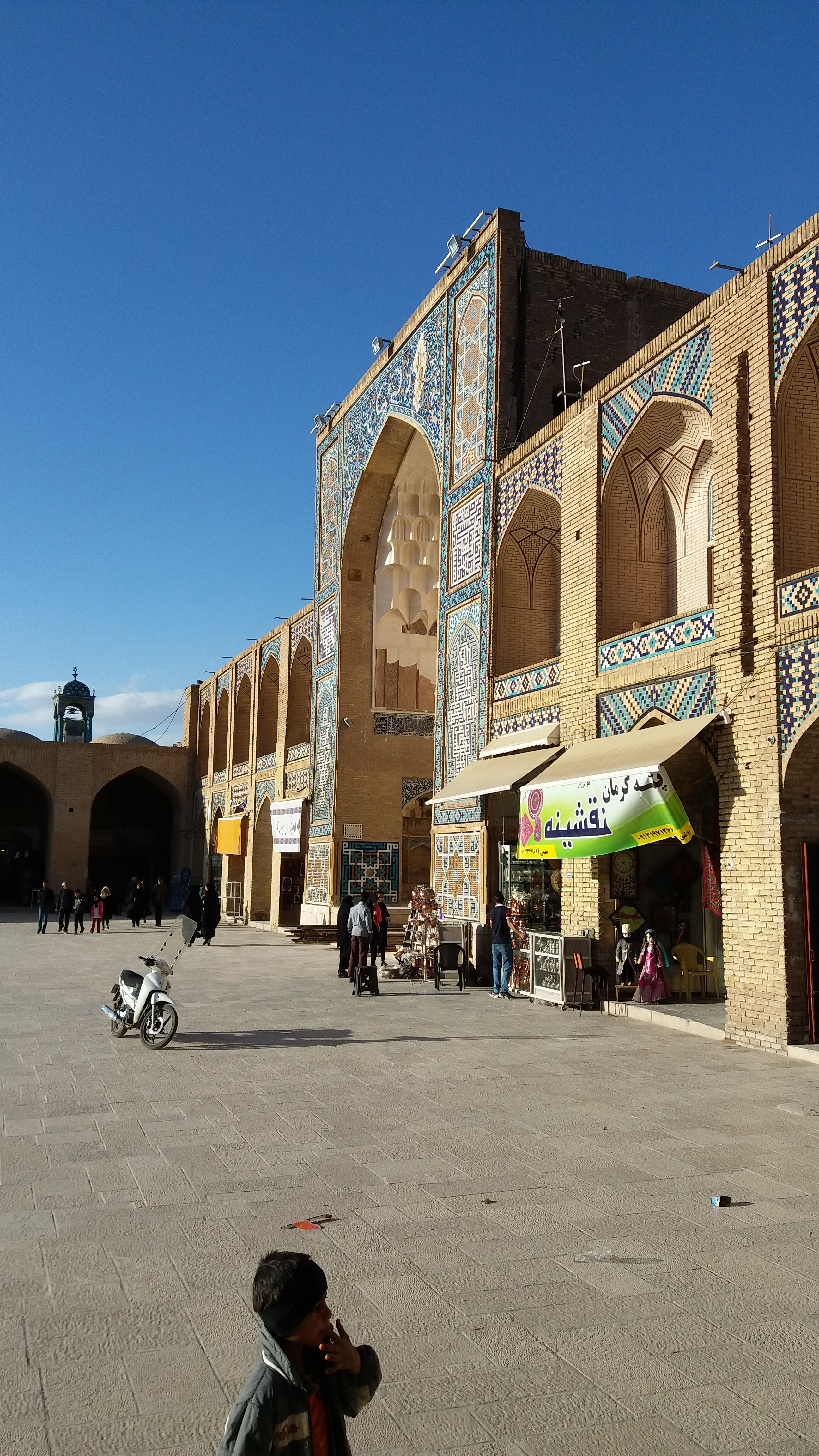
مجموعه گنج‌علی خان
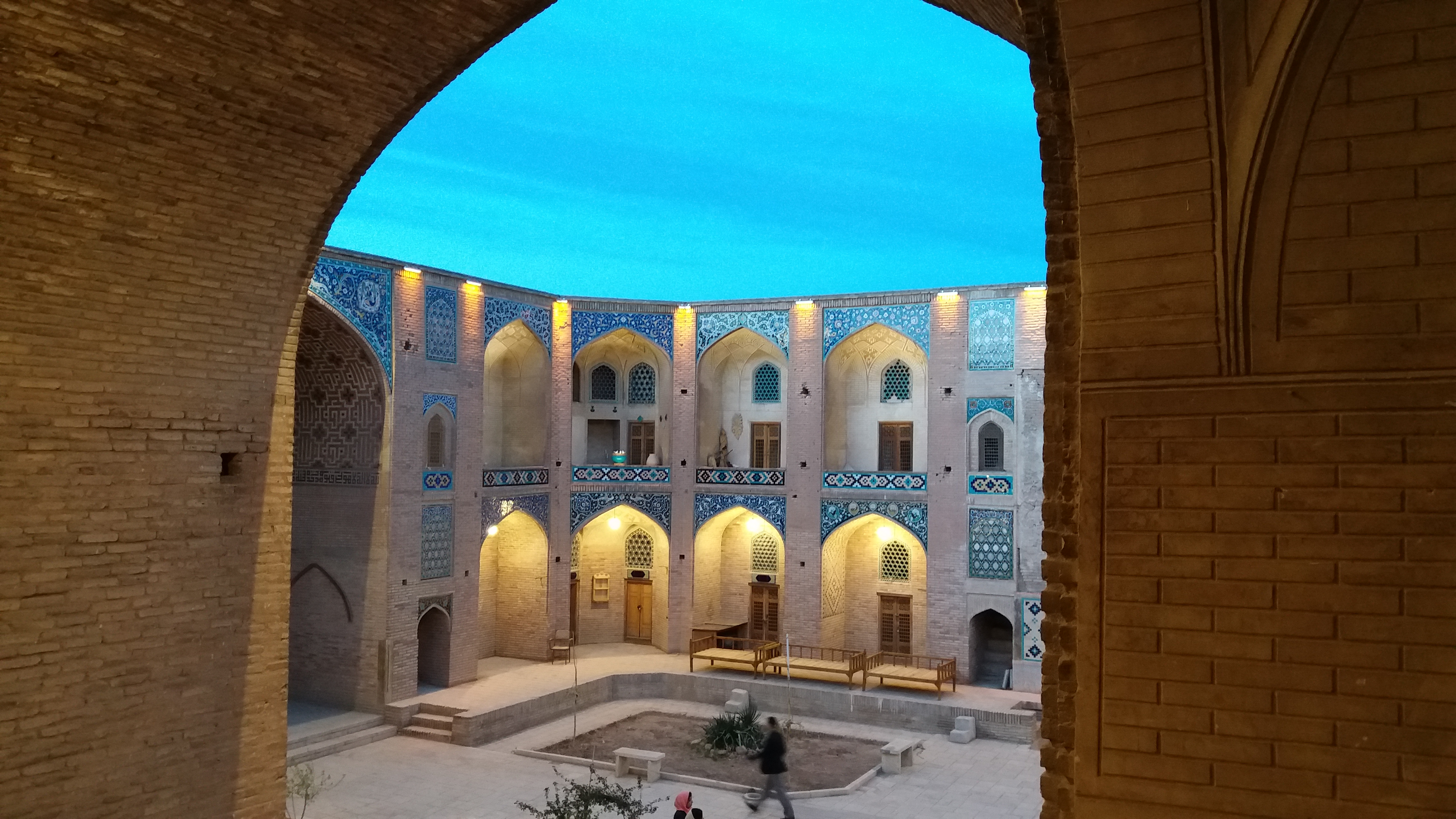
مجموعه گنج‌علی خان
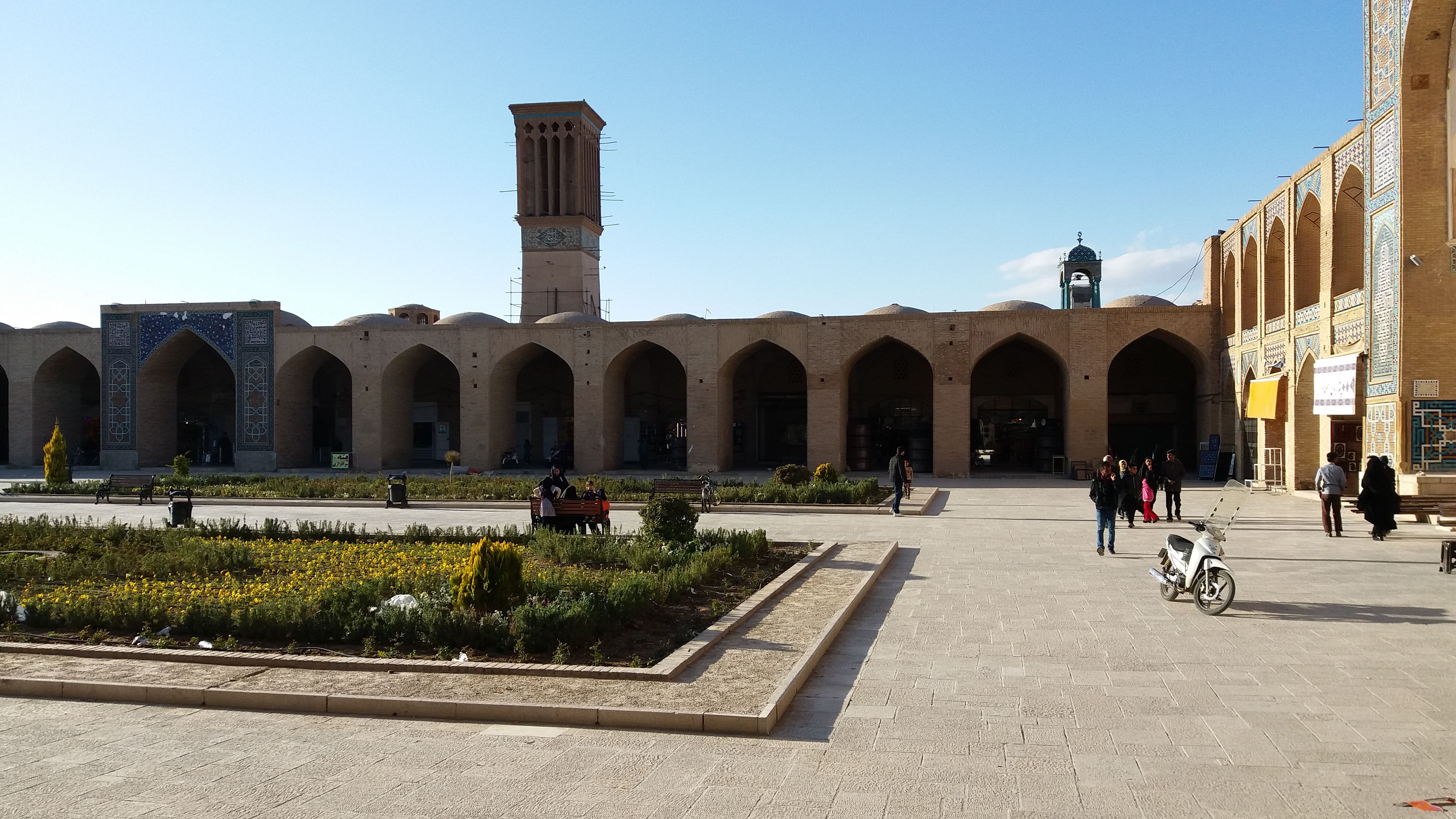
مجموعه گنج‌علی خان
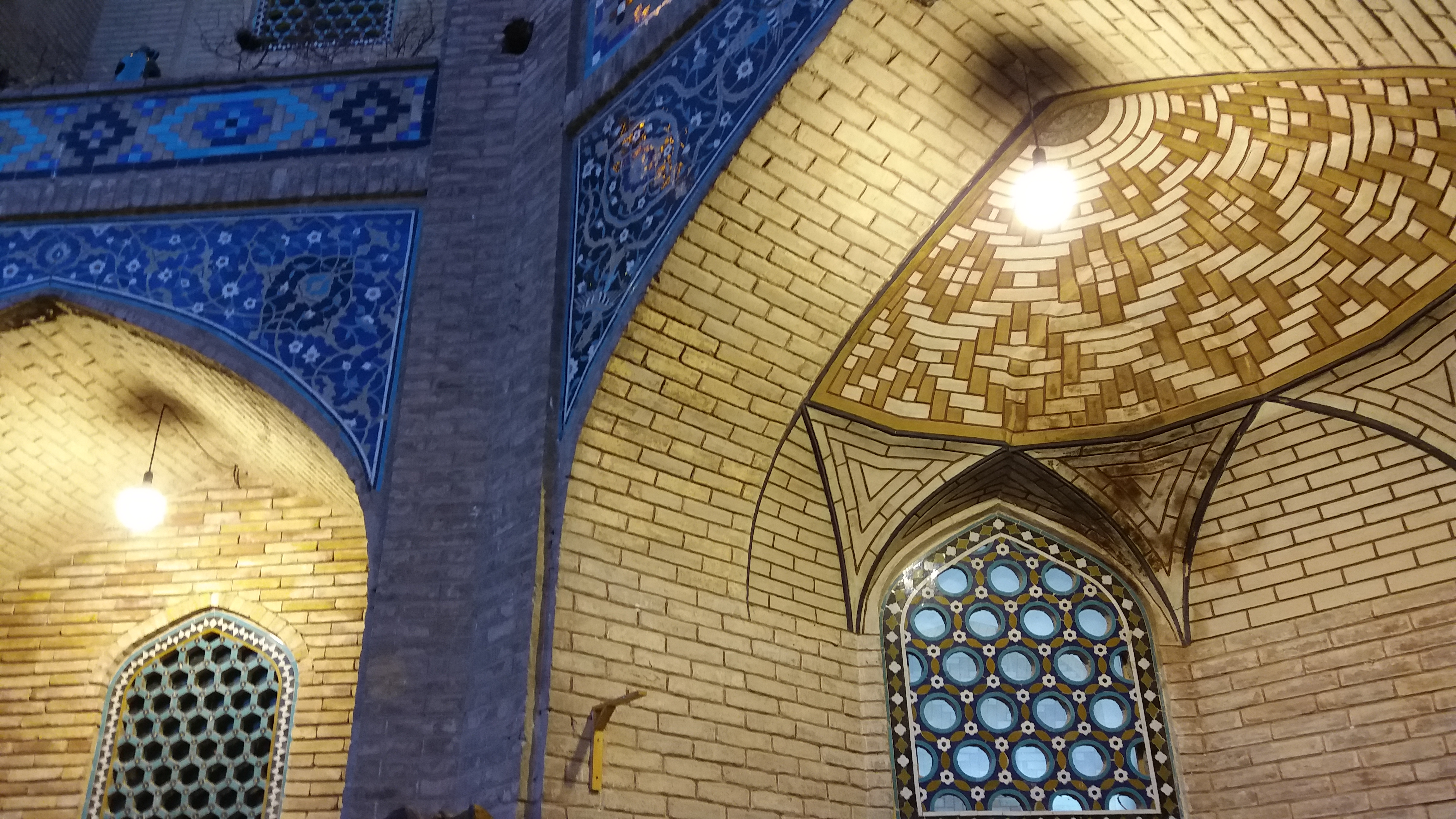
مجموعه گنج‌علی خان
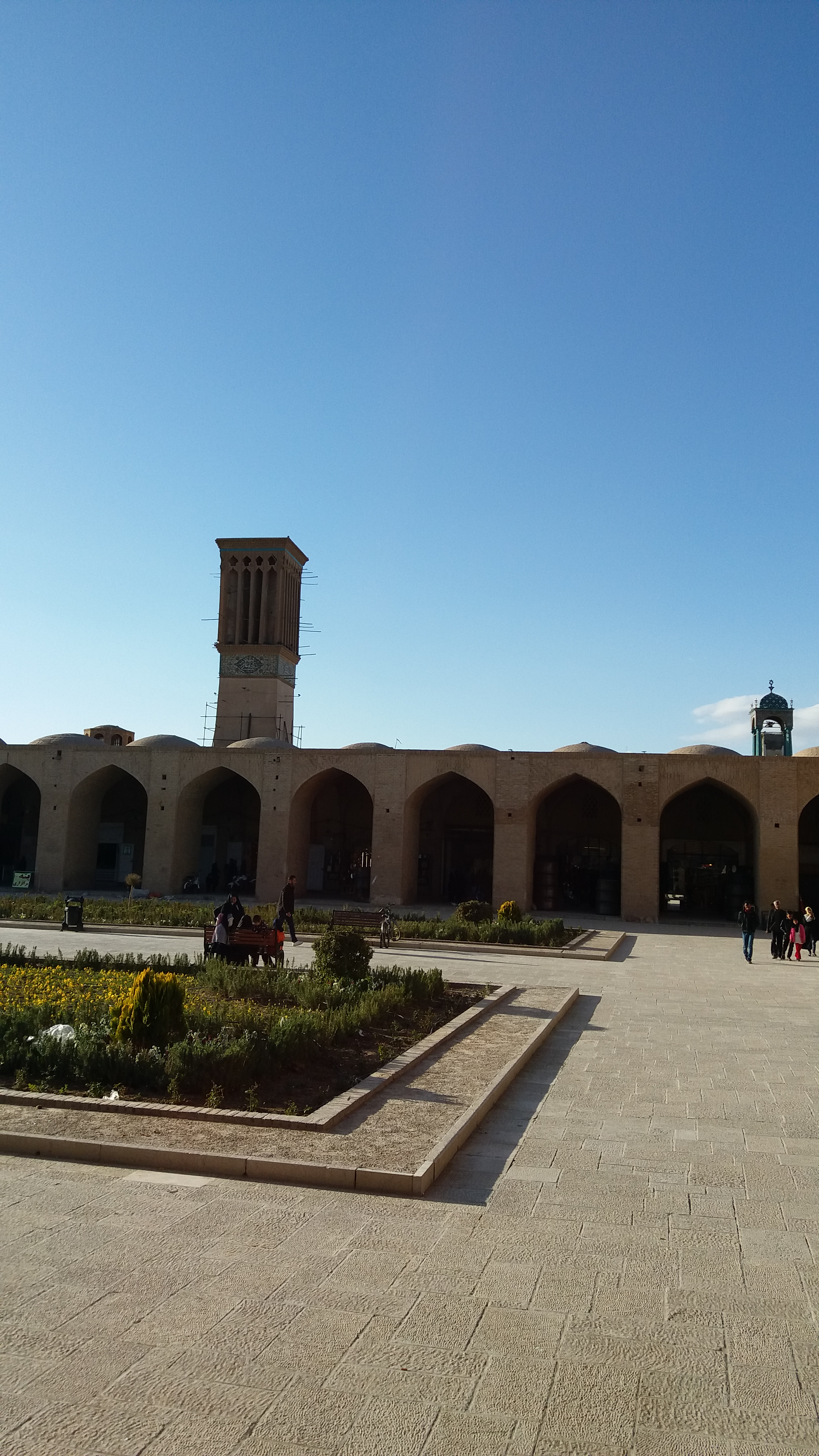
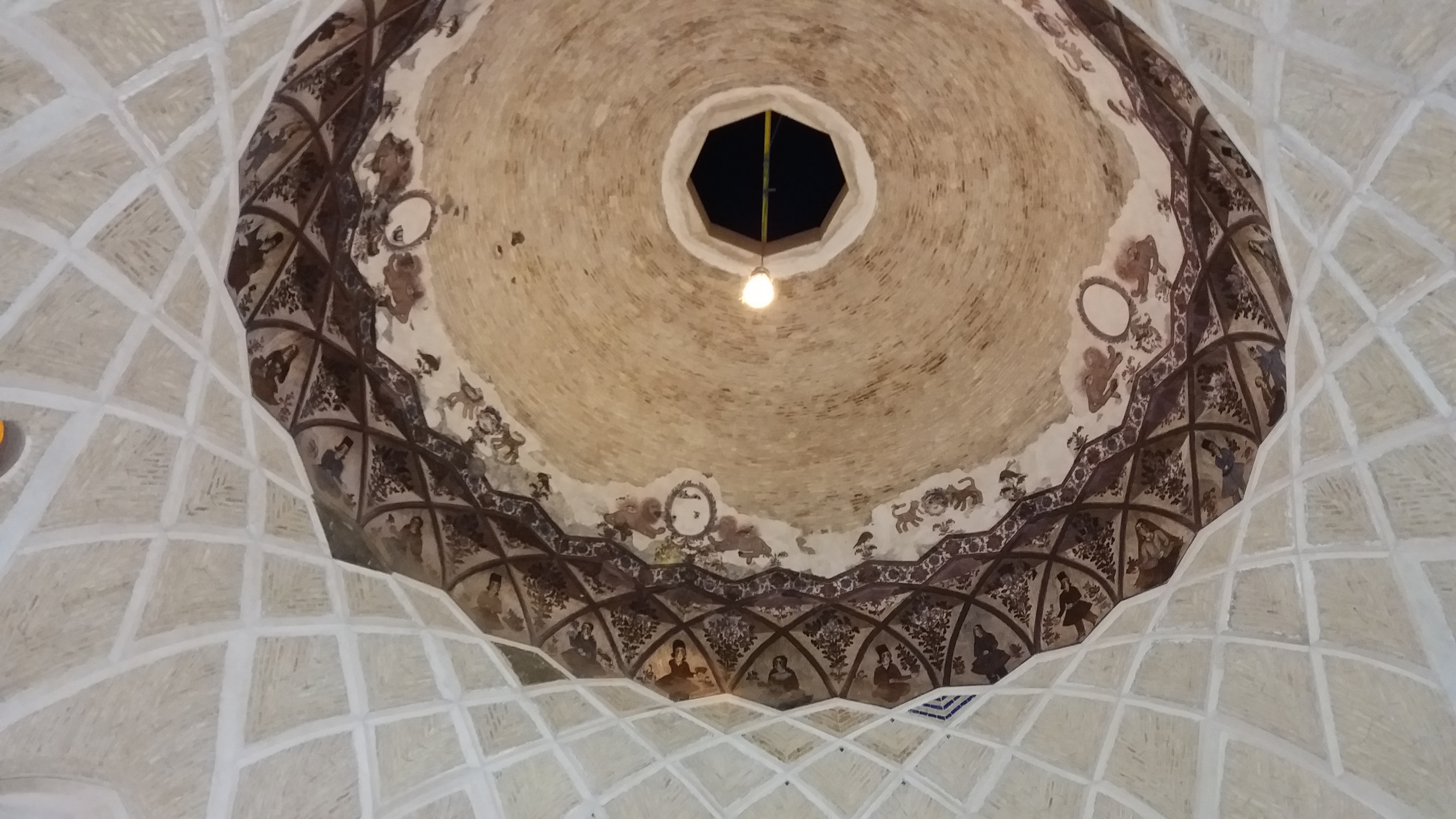
مجموعه گنج‌علی خان (چهارسوق)
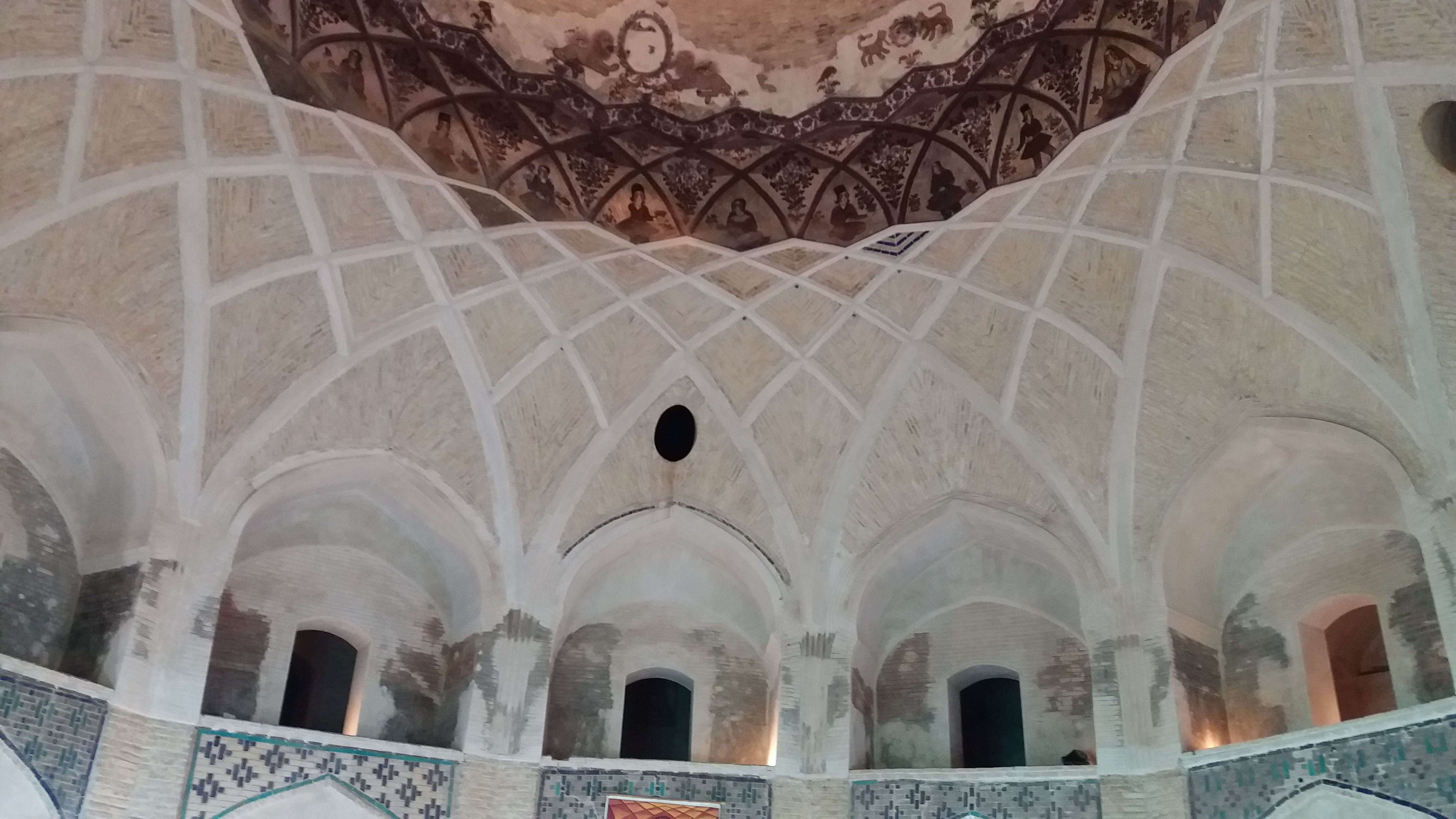
مجموعه گنج‌علی خان (چهارسوق)
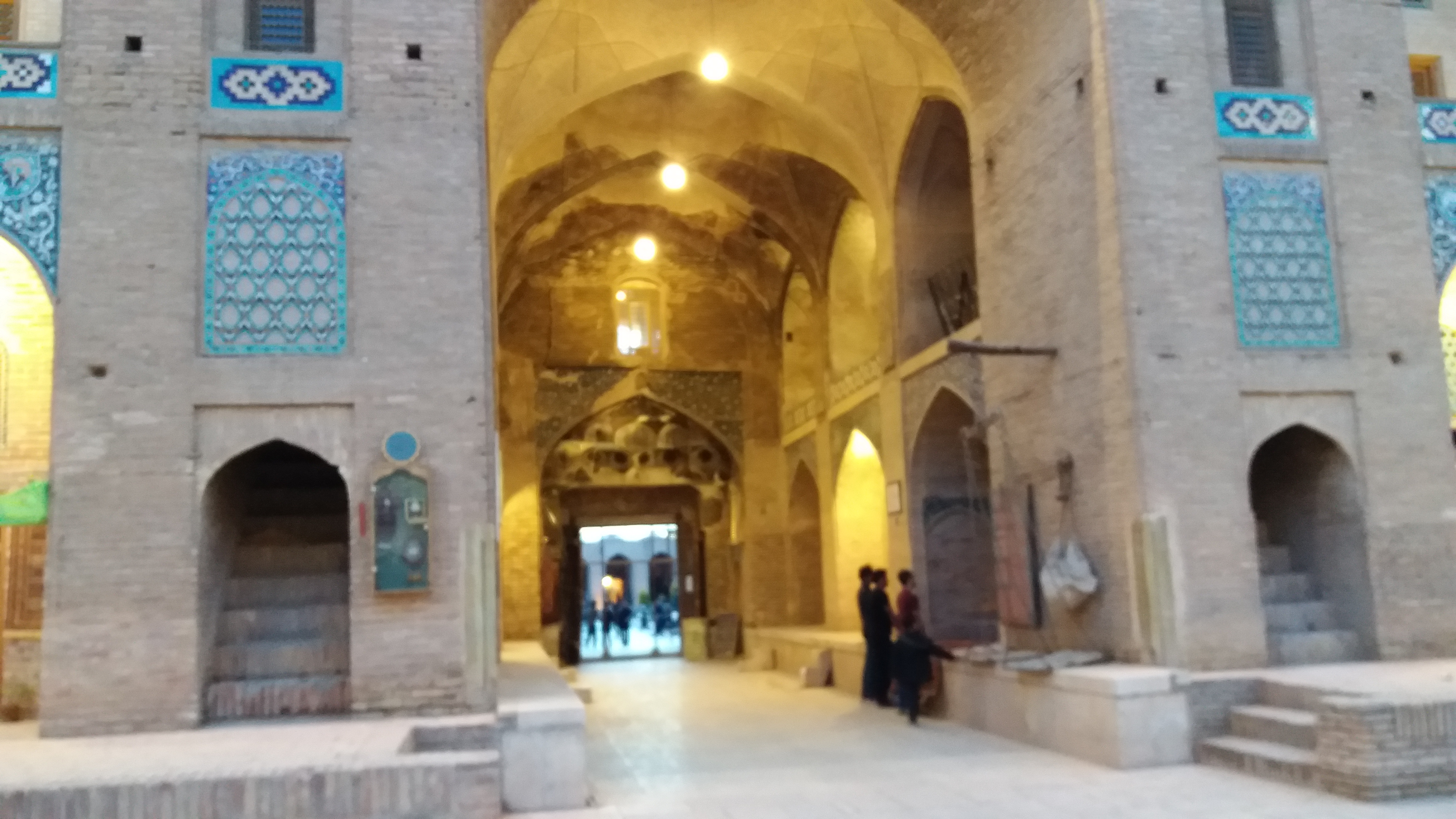
مجموعه گنج‌علی خان
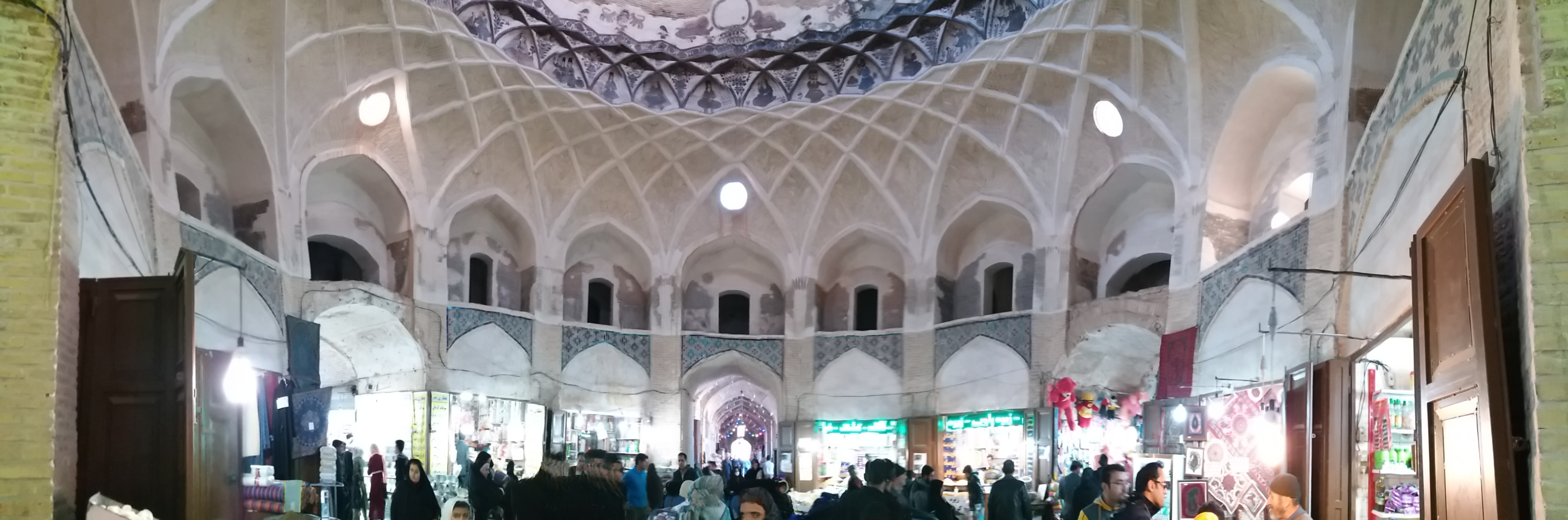
مجموعه گنج‌علی خان (چهارسوق)
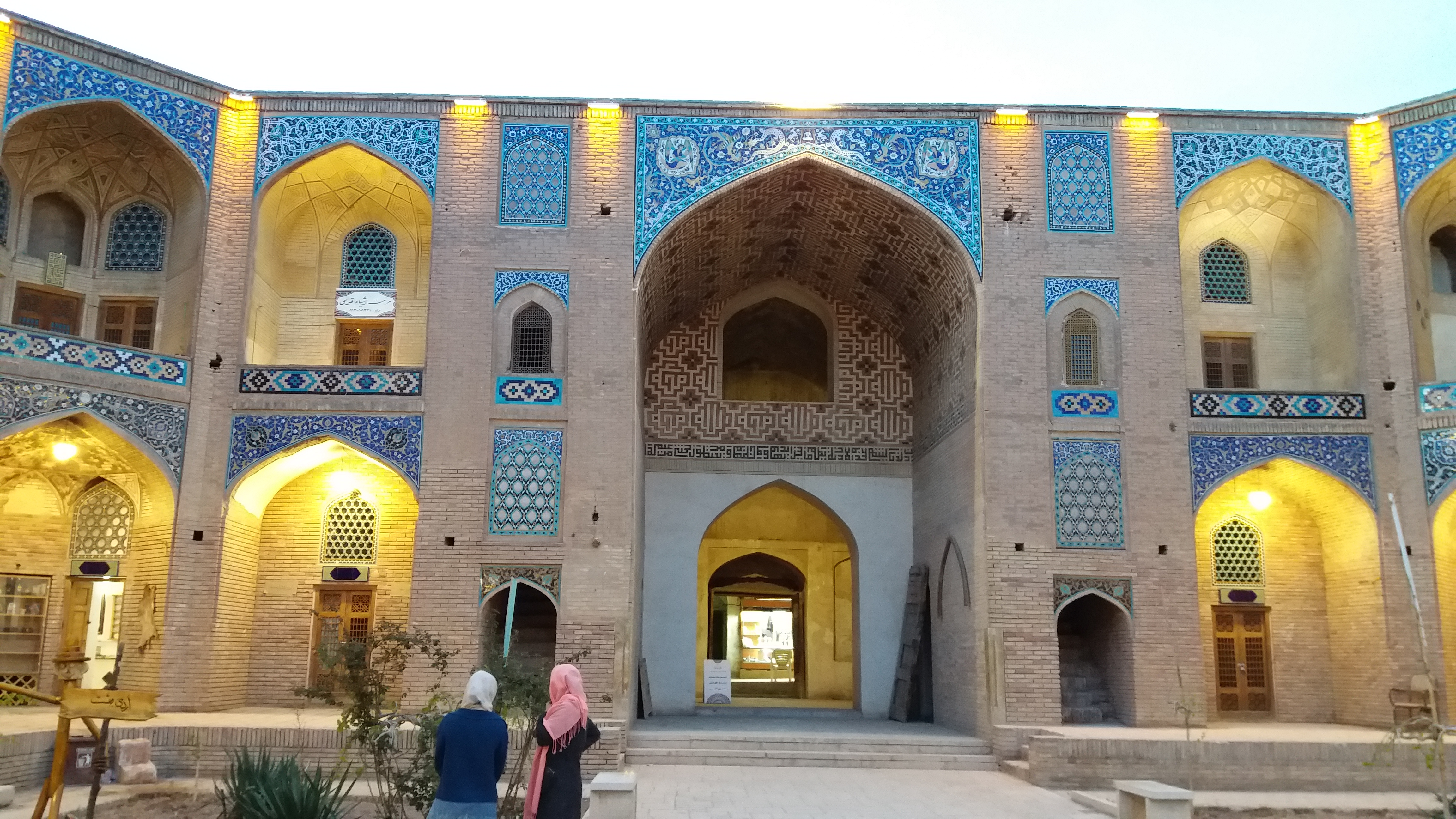
مجموعه گنج‌علی خان
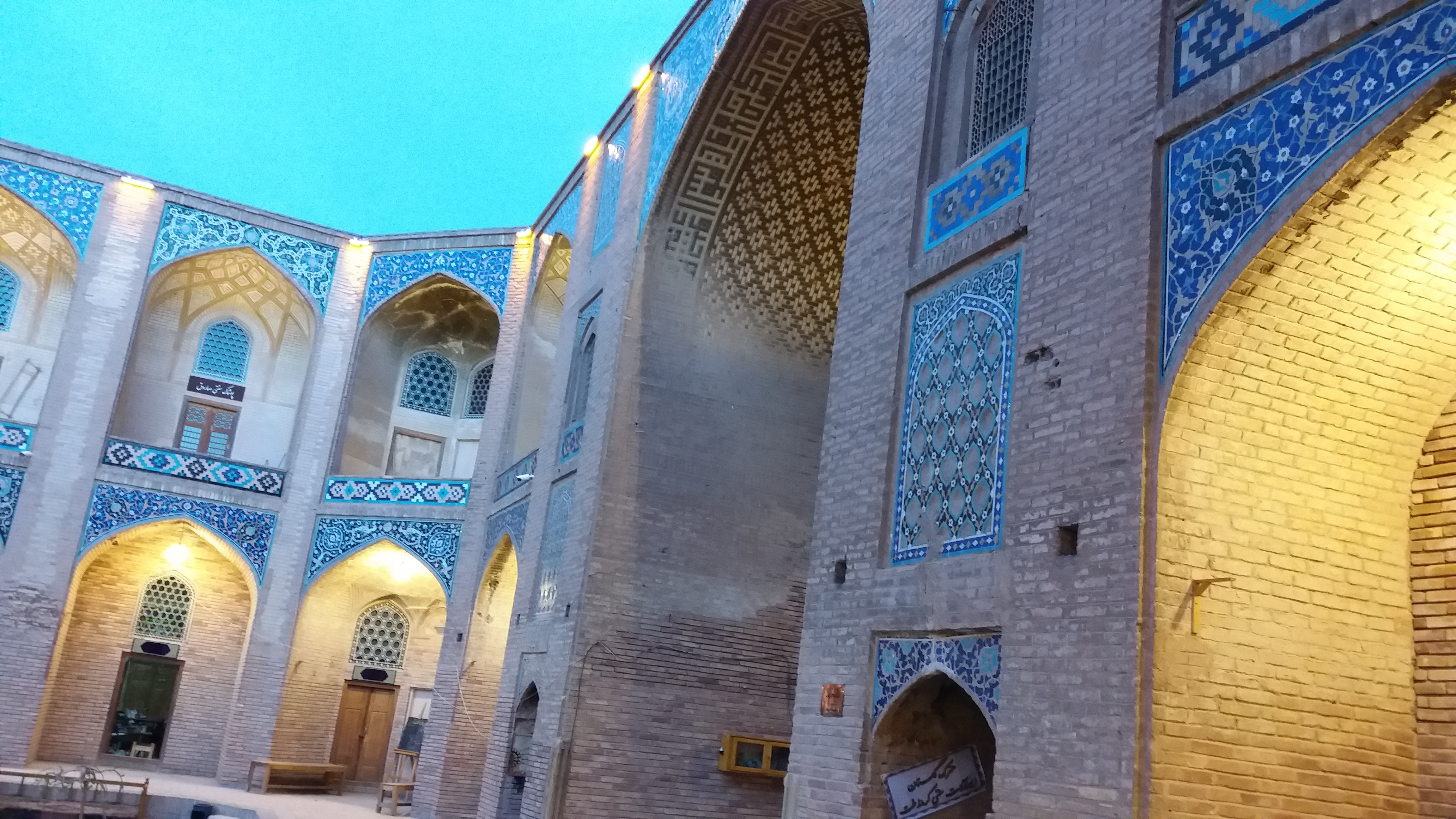
مجموعه گنج‌علی خان
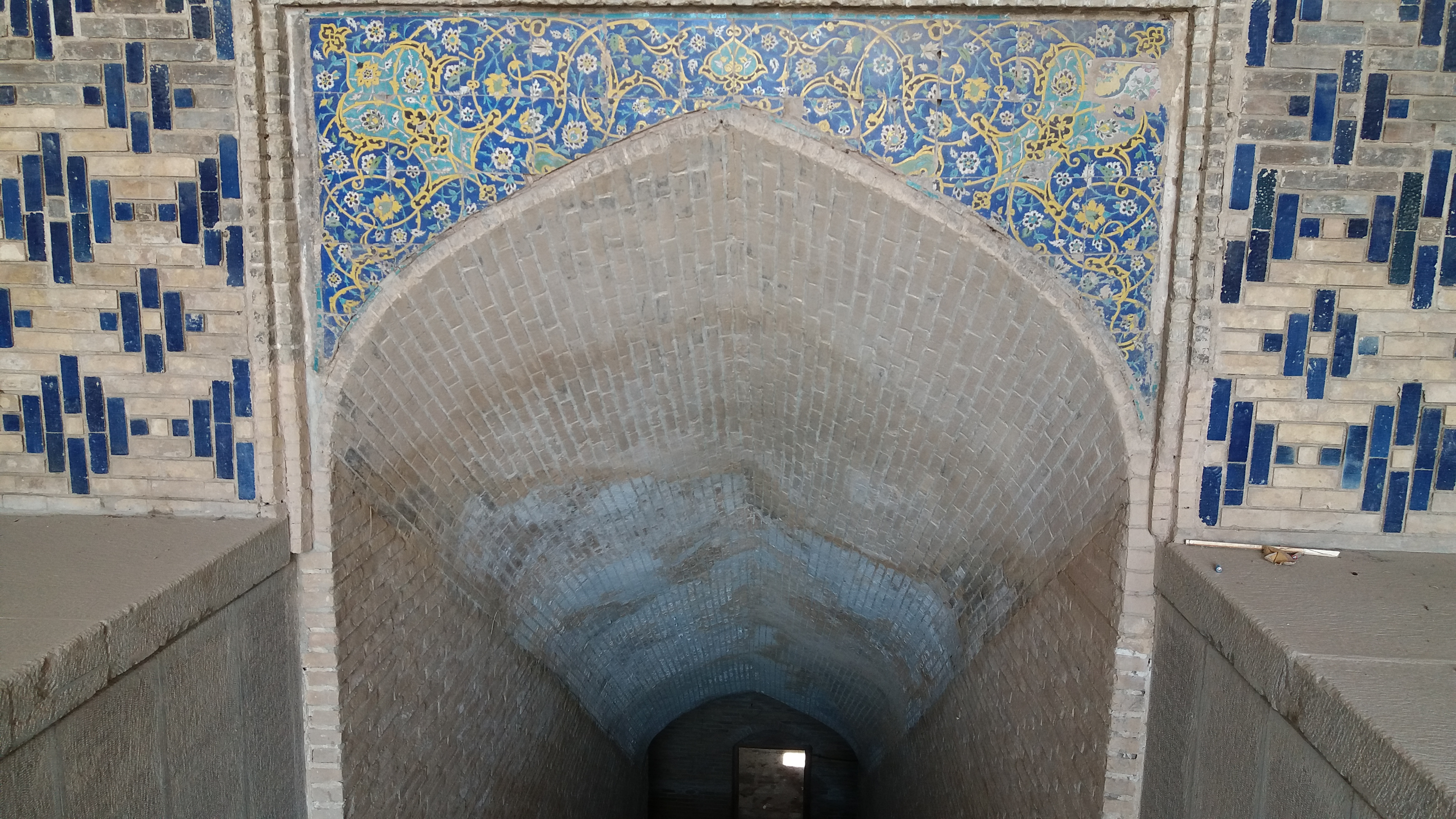
آب انبار گنجعلیخان
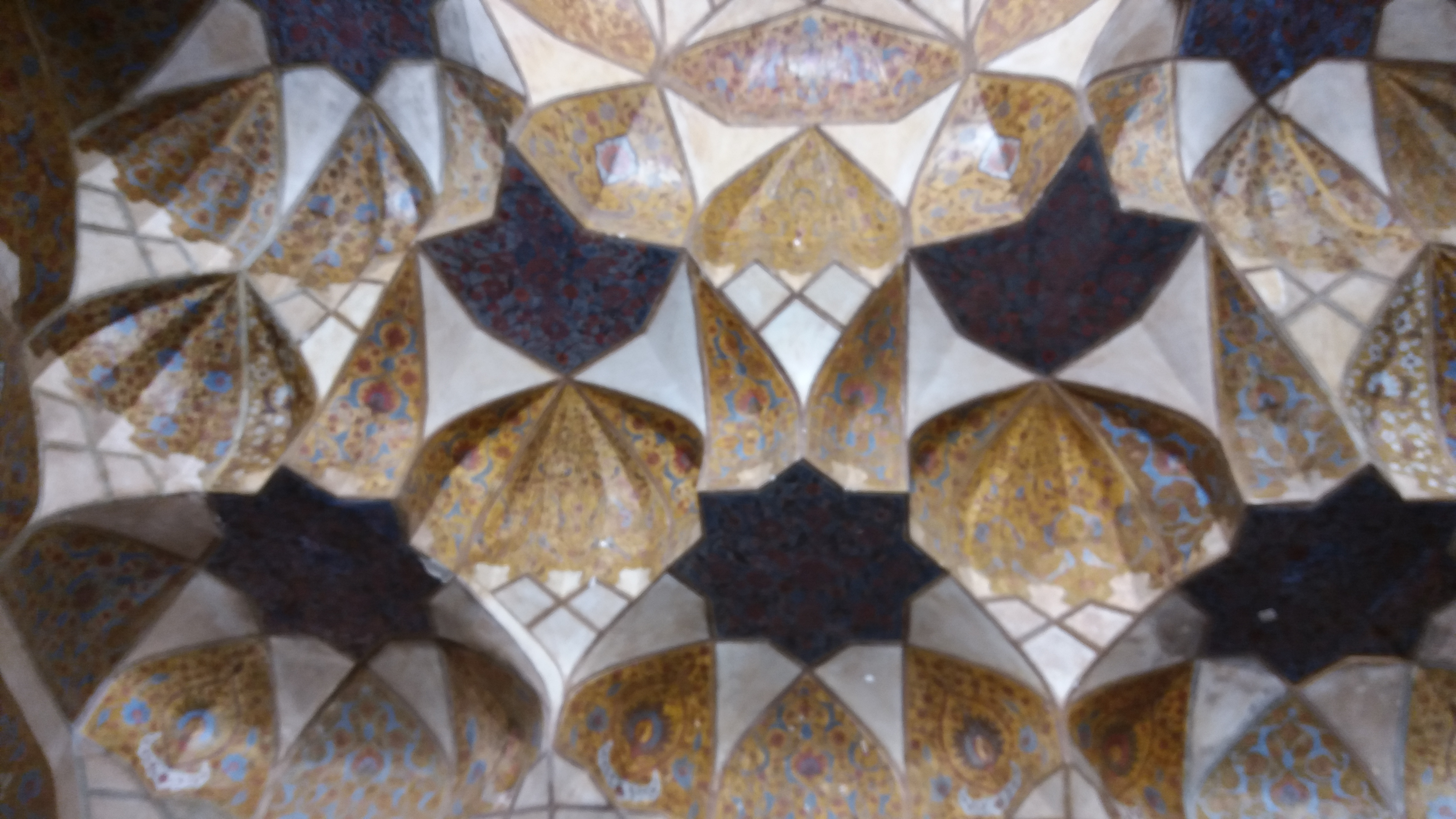
آب انبار گنجعلیخان
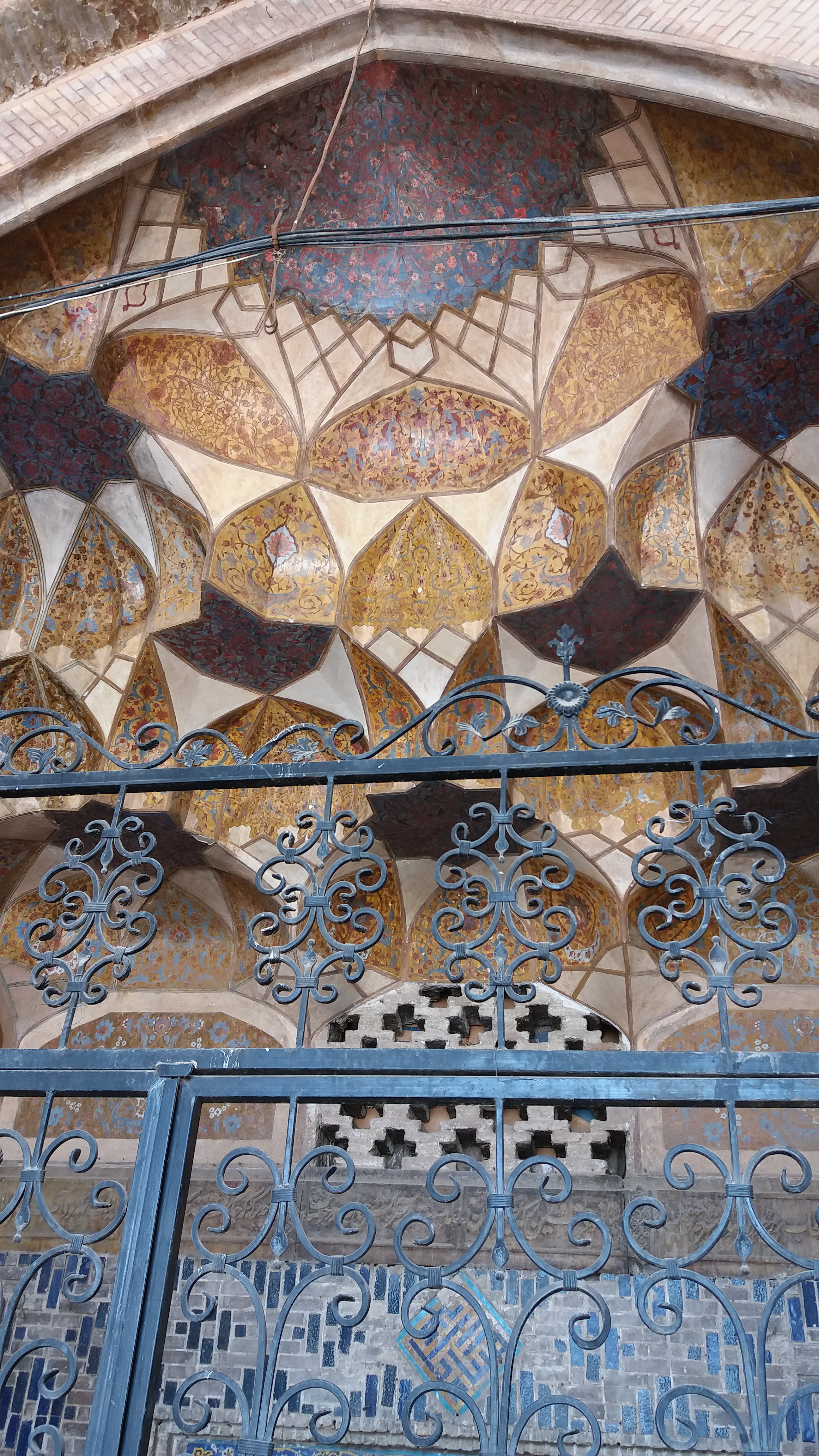
آب انبار گنجعلیخان
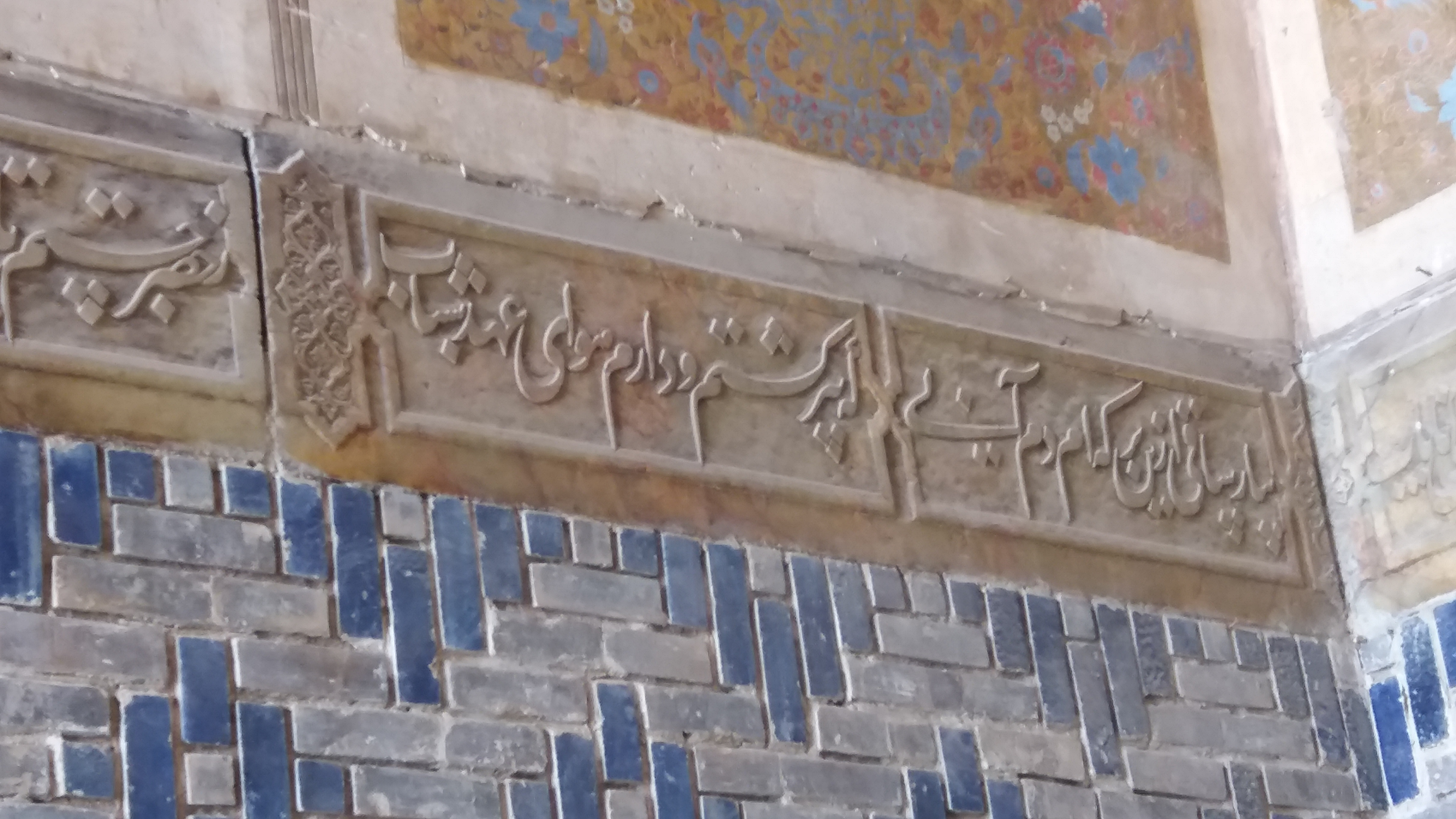
آب انبار گنجعلیخان
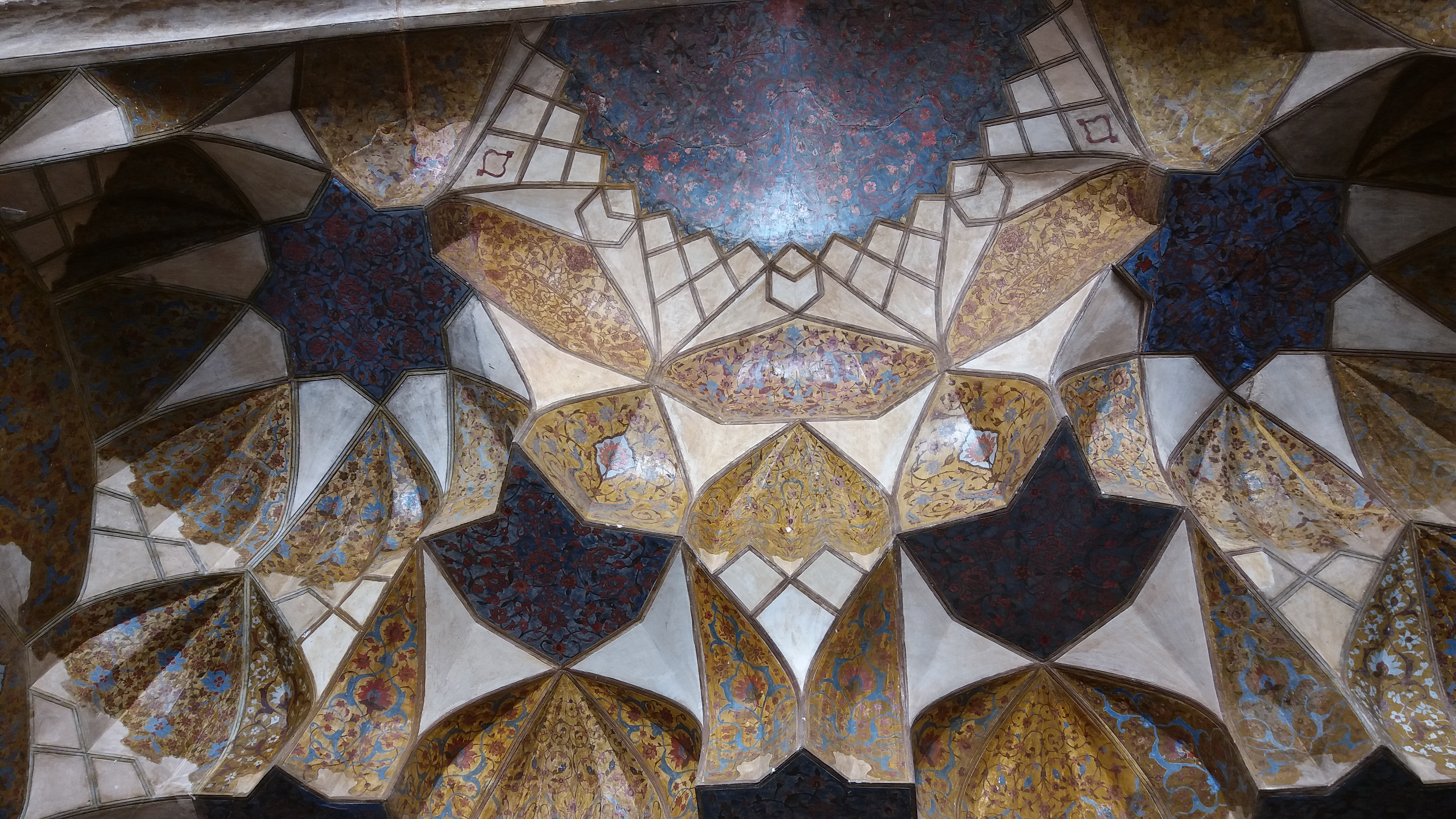
آب انبار گنجعلیخان
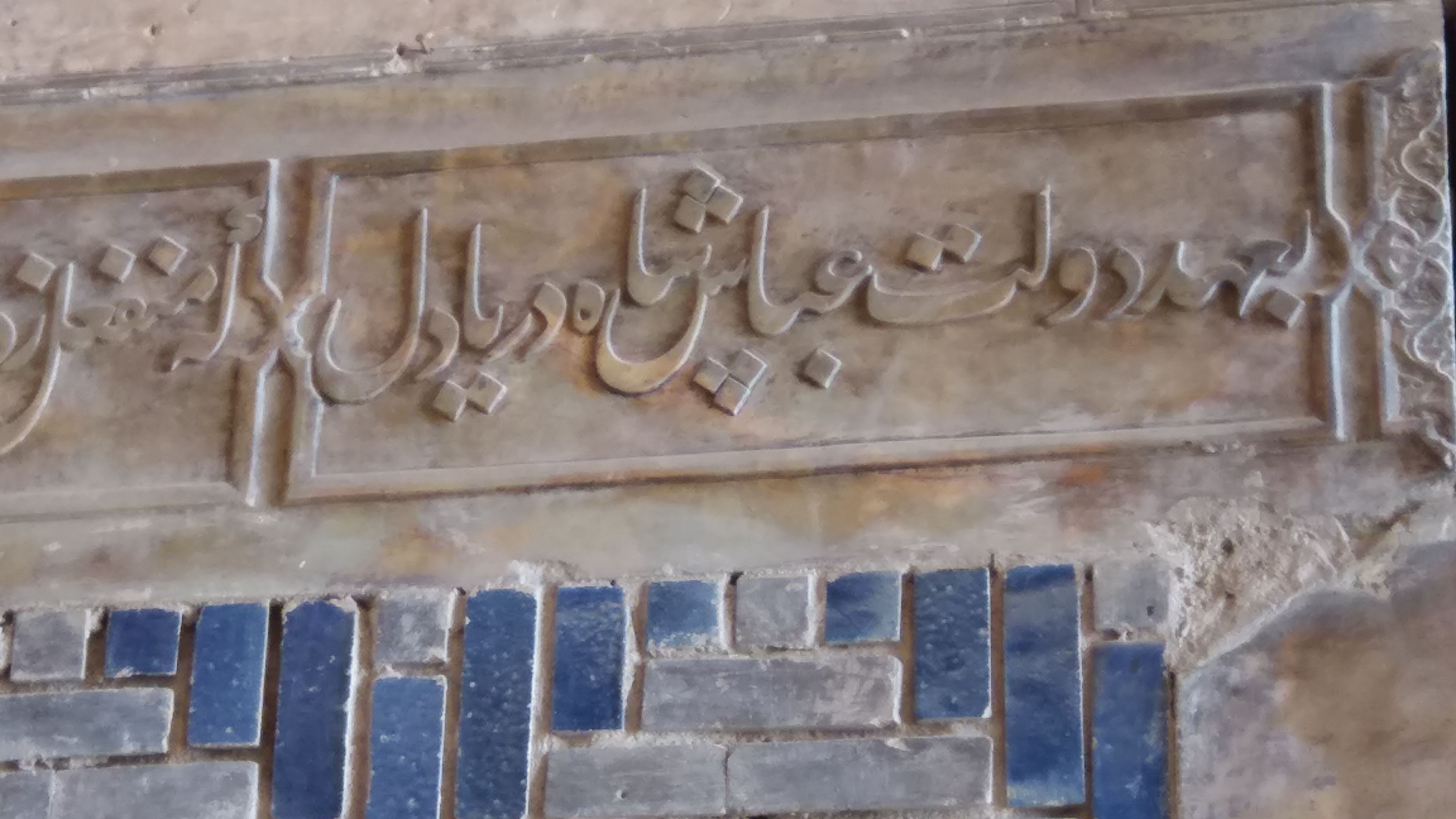
آب انبار گنجعلیخان
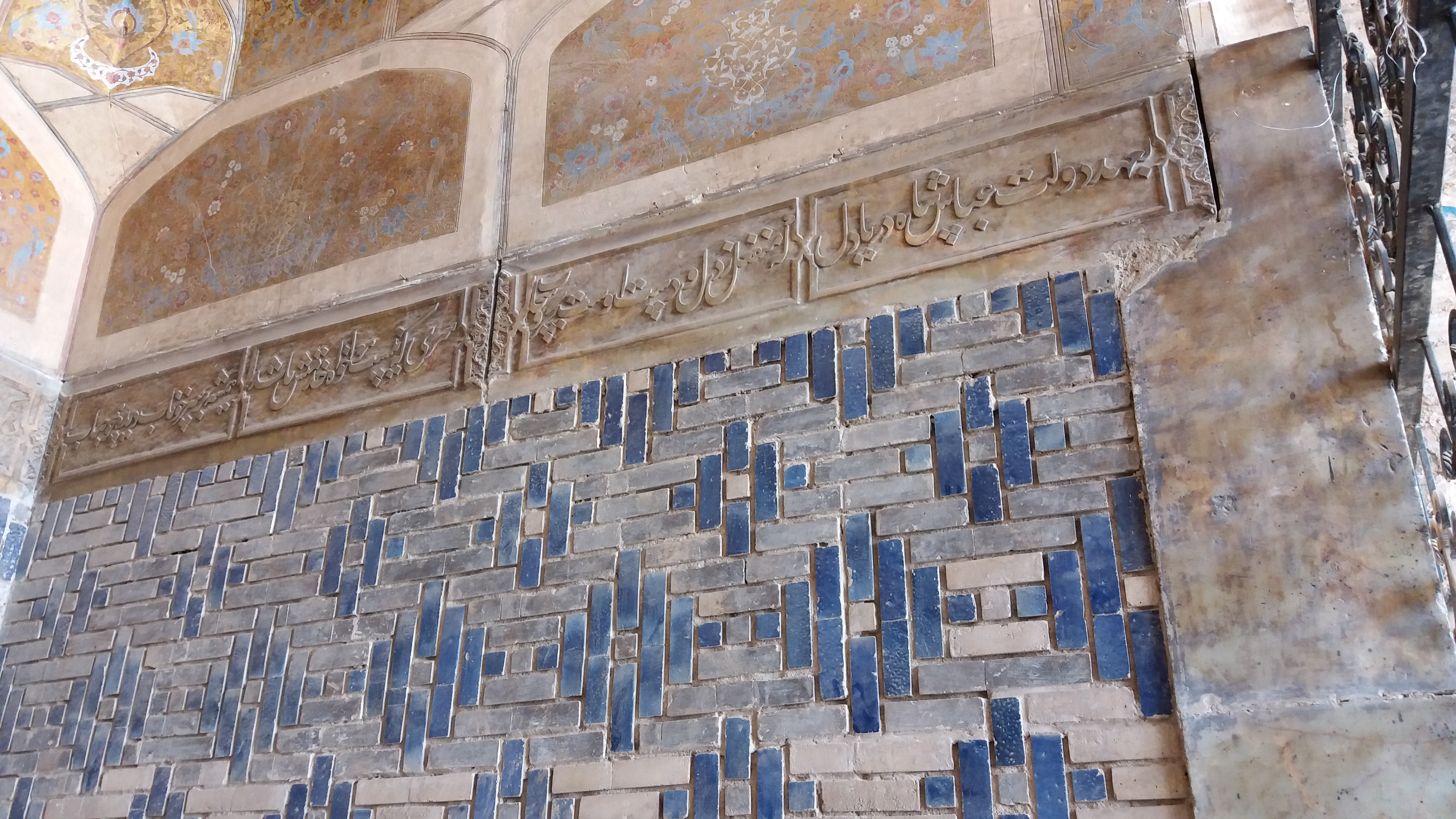
آب انبار گنجعلیخان